# Pieniny
Pieniny (514.12) – pasmo górskie w łańcuchu Karpat, położone w południowej Polsce i północnej Słowacji. Region turystyczny.
Pieniny cechuje skomplikowana budowa geologiczna – charakterystyczne są skalice, będące najwyższą częścią długiego, porozdzielanego pasa formacji wapiennych (Pieniński Pas Skałkowy), który w tym miejscu wychodzi na powierzchnię. Pasmo przecina dolina Dunajca, tworząc tzw. Przełom Pieniński. Najwyższy szczyt stanowią Wysokie Skałki (1050 m n.p.m.) w Małych Pieninach, choć symbolem Pienin stały się Trzy Korony (982 m n.p.m.) w Pieninach Właściwych.
Krajobraz oraz bogata fauna i flora po polskiej stronie są objęte ochroną przez PPN, a po słowackiej – przez PIENAP. Wśród lasów pienińskich zdecydowanie przeważają lasy piętra regla dolnego. Ponadto występują tu liczne łąki i zbiorowiska ciepłolubne związane ze skałami wapiennymi.

## Położenie i podział

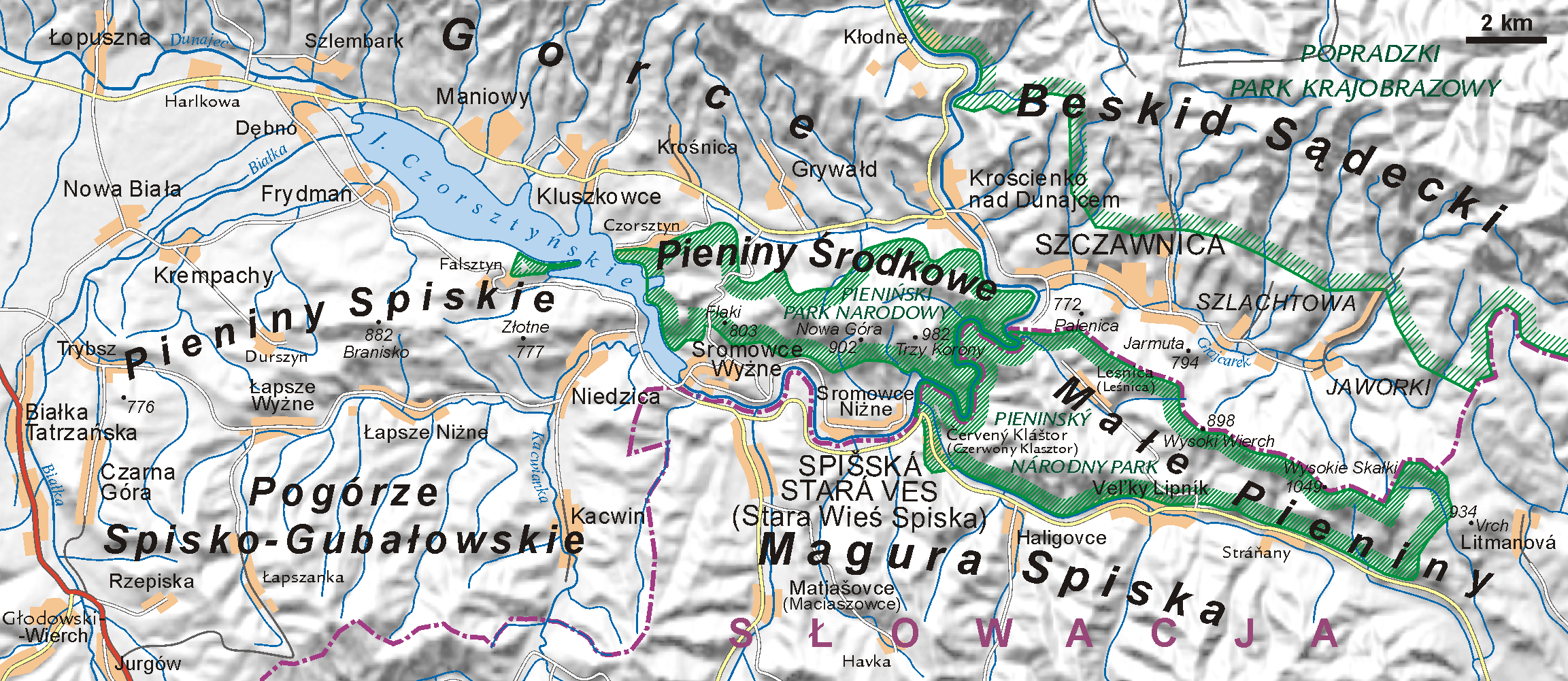
Mapa Pienin

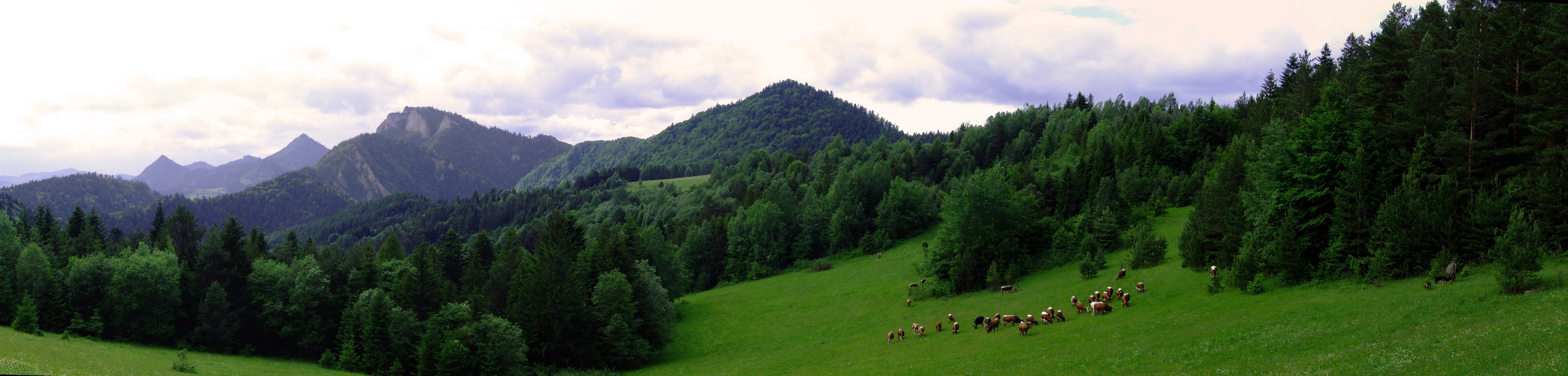
Widok z okolic przełęczy Limierz

Pasmo Pienin zlokalizowane jest w łuku Karpat, na pograniczu polsko-słowackim. Od zachodu ogranicza je dolina Białki, na wschodzie – dolina Wielkiego Lipnika. Na północy rozciągają się pasma Gorców i Beskidu Sądeckiego, od których Pieniny wyodrębnione są dolinami Dunajca, Krośnicy i Grajcarka. Południowa granica Pienin przebiega z kolei wzdłuż dolin Łapszanki, Niedziczanki, Dunajca i Wielkiego Lipnika, które oddzielają je od pasma Magury Spiskiej. Stanowią najwyższą część tzw. pienińskiego pasa skałkowego.
W regionalizacji fizycznogeograficznej Polski mezoregion Pieniny (514.12) został zaliczony do Obniżenia Orawsko-Podhalańskiego (514.1). Pasmo dzieli się na trzy części, wyróżniające się odmiennym charakterem: Pieniny Właściwe, Małe Pieniny i Pieniny Spiskie (Hombarki). Podział ten ustanowił Kazimierz Sosnowski w 1924 roku.

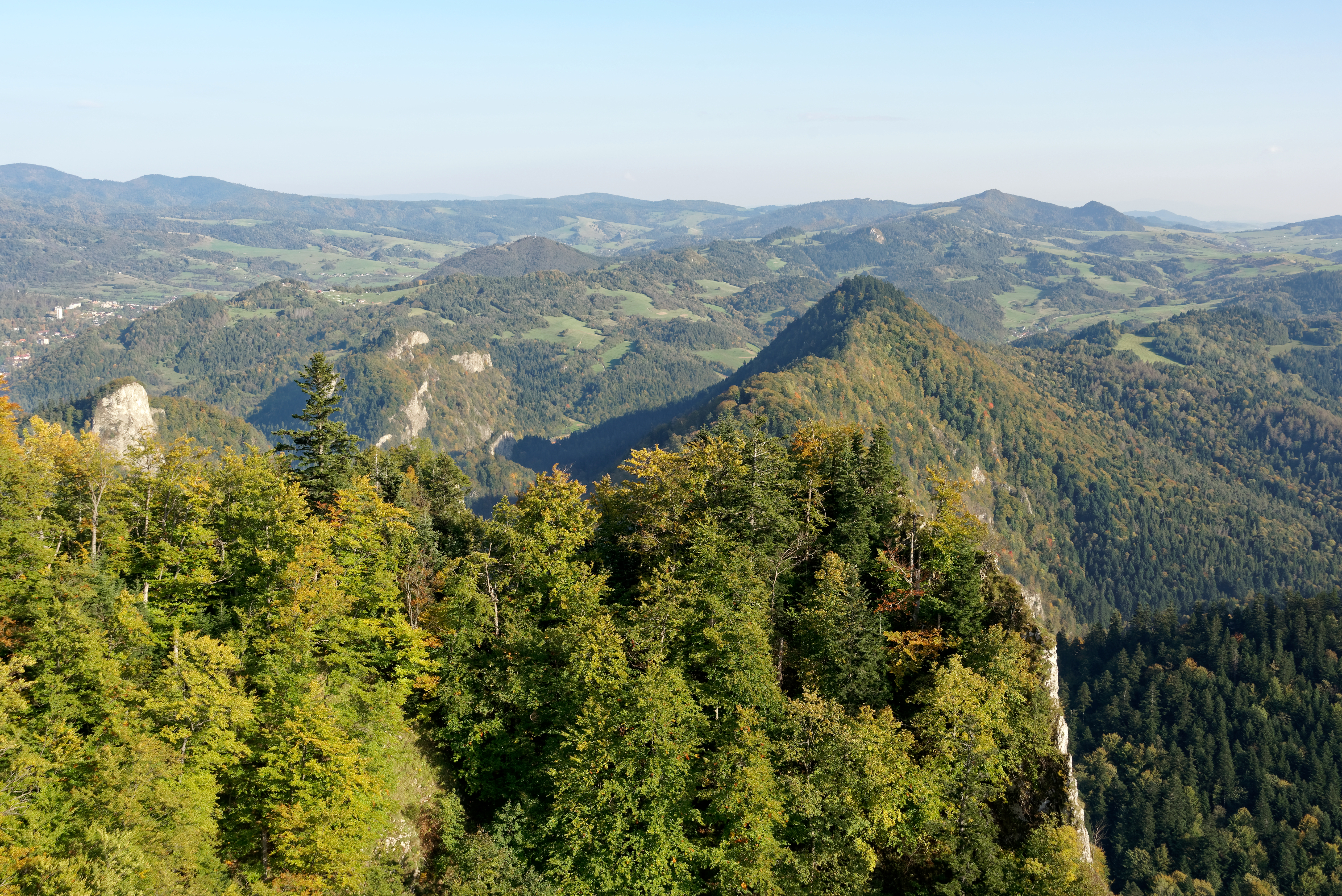
Widok na pasmo Małych Pienin z Trzech Koron

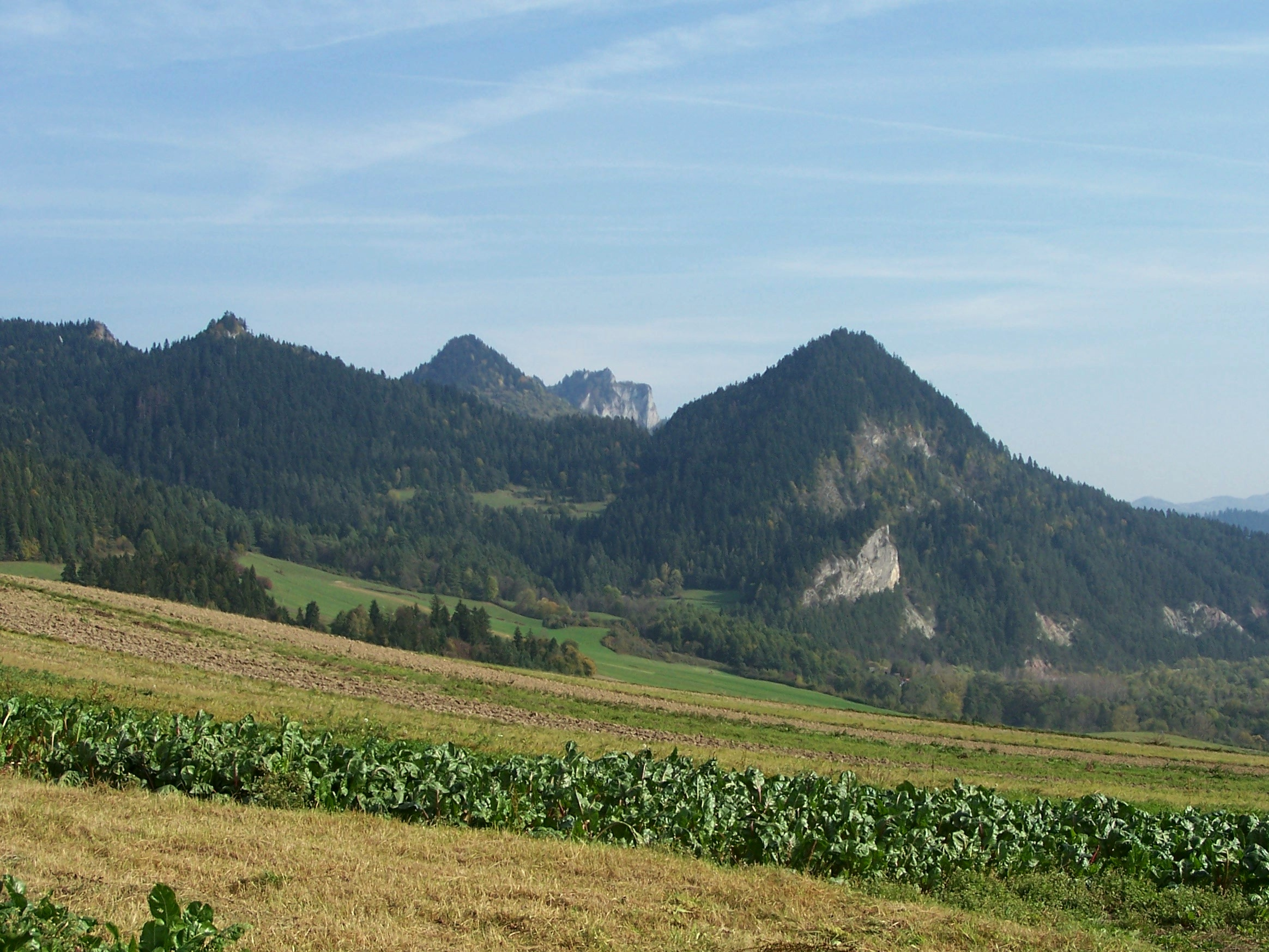
Pieniny Czorsztyńskie i Trzy Korony

Pieniny Spiskie kulminują w Żarze (883 m n.p.m.) i Cisówce (777 m n.p.m.), rozciągają się od Jeziora Czorsztyńskiego do Dursztyna, gdzie opadający grzbiet ulega rozmyciu. Skałki położone dalej na zachód, stanowiące kontynuację pienińskiego pasa skałkowego, w publikacjach naukowych określane są już jako Skalice Spiskie. Pieniny Właściwe, czyli najpiękniejsza krajobrazowo część pasma, od północy opadają łagodnie do doliny Krośnicy, a od południa i wschodu obrywają się w stronę Przełomu Pienińskiego stromymi wapiennymi skałkami. Dzielą się na trzy części: masyw Trzech Koron, Pieniny Czorsztyńskie i Pieninki. Najwyższy szczyt stanowią Trzy Korony (Okrąglica – 982 m n.p.m.), symbol PPN-u Szeroki grzbiet Małych Pienin ciągnie się natomiast we wschodniej części pasma. W części wschodniej zatraca skalicowy charakter, a szczyty przybierają charakter właściwy Beskidom. Opada w kierunku Słowacji, najwyższym szczytem są Wysokie Skałki (1050 m n.p.m.), będąca jednocześnie najwyższym szczytem całych Pienin. Jako czwartą wyróżnia się niekiedy grupę Golicy wraz z Haligowskimi Skałami. Jej stoki tworzą prawe zbocze Przełomu Pienińskiego. Bywa ona przez badaczy włączana do Małych Pienin, pod względem budowy, krajobrazu i przyrody jest jednak bardziej zbliżona do Pienin Właściwych. Od grzbietu Małych Pienin oddziela je dolina Leśnickiego Potoku.
Do głównych miejscowości leżących u stóp Pienin należą: Dursztyn, Falsztyn, Niedzica, Czorsztyn,
Hałuszowa, Sromowce Wyżne, Sromowce Niżne, Krościenko nad Dunajcem, Szczawnica, Szlachtowa i Jaworki po stronie polskiej, a także Czerwony Klasztor, Leśnica, Haligowce, Wielki Lipnik, Litmanowa po stronie słowackiej.

## Nazewnictwo
Nazwę Pienin pierwotnie wywodzono od rdzeni pion lub piana, niekiedy od słowa pień, o czym w 1867 roku pisał Wincenty Pol: „Czy Pieniny od piona, czy Pieniny od pieniących się wód Dunajca tak są nazywane, nie wiem. Tak różnie krąży z ust do ust ta nazwa, że za źródłosłów może jej służy i pion i piana”. W 1846 roku P. Maciejowski wysunął hipotezę, zgodnie z którą nazwa miałaby pochodzić od Celtów, którzy ok. V wieku p.n.e. przebywali w tej okolicy. Ostrożnie potwierdził ją Andrzej Żaki w 1955 roku – pen lub pen w narzeczach kimrobrytańskich ma oznaczać głowę, szczyt, górę. Pieninami pierwotnie nazywano sam masyw Trzech Koron, później Pieniny Właściwe, a dopiero od XIX–XX wieku – Pieniny Małe i Spiskie.
W Pieninach jest wiele nazw nadanych przez miejscową ludność i pochodzących z różnych języków. Okolice te kolonizowane były bowiem przez Niemców spiskich i Łemków. Niemieckiego pochodzenia są np. nazwy Hombark, Lemryk, Loch, Rabsztyn, Harczy Grunt, łemkowskiego (wołoskiego) nazwy Cyrhle, Huściawa, Bereśnik, Homole, Kiczera. Całkowicie natomiast brak nazw pochodzenia węgierskiego, mimo tego, że przez długi czas tereny te należały do Węgier. Turyści utworzyli m.in. takie nazwy jak Grajcarek, Zbójnicki Skok, Droga Pienińska, Przechodni Wierch, Grota Zyblikiewicza. Niektóre nazwy są śladem jakichś wydarzeń, np. Tabor, Wisielakówka, kilka Szubienicznych Gór. Nazwy polan często pochodzą od sposobu ich powstania, np. Limierczyki, Wyrobek, Wyżny Łazek, Łazy. W nazwach skał często oddano jakieś ich charakterystyczne cechy, np. Wylizana, Zielone Skałki, Bytrzyk, Bazaltowa Skałka, Kopa Siana. Niektóre nazwy pochodzą od legend, np. w Ślimakowej Skale podobno odbywają się „zloty” ślimaków, w Zbójeckich Skałach ukrywali się czorsztyńscy zbójnicy. W Pieninach Spiskich 40% stanowią nazwy dzierżawcze, w Pieninach Centralnych tylko 3%.
Wiele nazw ma stary rodowód. W XV-wiecznym „spisku” Piotra Wydżgi są nazwy Gomola (obecnie Homole) i Sczawnicza pothok (zapewne dzisiejszy Grajcarek). W dokumentach z 1619 roku są nazwy Nadłazki, Pod Flaki i Głęboki Potok, w 1620 Podwapienne, w 1621 Toporzysków (obecnie Toporzyskowe) i Szopka, w 1633 Kras, w 1667 Jarmonta (obecnie Jarmuta), w 1616 roku notowana jeszcze w formie Hermut. Prawdopodobnie bardzo dawnego pochodzenia są nazwy Piecki, Facimiech, Ociemne.

## Geologia

Mapa geologiczna Karpat Zachodnich – pieniński pas skałkowy jest zaznaczony kolorem morskim

Budowa Pienin historycznie budziła dużą ciekawość badaczy, stanowiąc jednocześnie nierozwiązaną zagadkę. Melchior Neumayr pisał: „Skałki karpackie należą do najosobliwszych i najbardziej fascynujących zjawisk geologicznych całej Ziemi”.
Pieniny stanowią najpiękniejszą krajobrazowo część pienińskiego pasa skałkowego, jednej z jednostek strukturalnych Karpat, nazwanej właśnie od tego pasma. Ciągnie się on łukiem od zapadliska wiedeńskiego, wzdłuż dolin Wagu, Orawy i Dunajca, ku Wschodniej Słowacji i Ukrainie Zakarpackiej, aż do północno-zachodniej Rumunii. Oddziela przy tym dwie wielkie jednostki tektoniczne: Karpaty Zewnętrzne (fliszowe) i Karpaty Wewnętrzne. Od obydwu jednostek jest oddzielony powstałymi w niższym miocenie-akwitanie (ok. 23–21 mln lat temu) uskokami przesuwczymi. Pieniński pas skałkowy ma długość niecałych 600 km i szerokość wahającą się od 20 km do, miejscami, nawet kilkudziesięciu metrów.
Przeważają tu powstałe w jurze i kredzie utwory otwartego morza, które osadziły się na dnie Oceanu Tetydy, oddzielającego Afrykę od platformy północnoeuropejskiej. W czasie ruchów tektonicznych pod koniec triasu, jego dno uległo spękaniu, co doprowadziło do jego podzielenia na mniejsze akweny. Osady pienińskiego pasa skałkowego powstały w trzech morskich basenach w północnej gałęzi Oceanu Tetydy. W kolejności od północy na południe, były to: basen Grajcarka (magurski, jura-paleocen), skałkowy (trias-jura-górna kreda) i maruszyński (najwyższa
kreda-środkowy eocen). Poszczególne baseny były od siebie oddzielone podmorskimi grzbietami, tworzącymi łańcuchy wysp: od centralnego basenu skałkowego północny basen Grajcarka
oddzielał grzbiet czorsztyński, a południowy basen maruszyński – grzbiet Andrusova. Procesy sedymentacyjne prowadziły do osadzenia się na dnie Oceanu skał – zróżnicowanie warunków tych procesów i struktury dna na przestrzeni milionów lat sprawiło, że powstały różne rodzaje utworów skalnych. Przeważają wśród nich różne odmiany wapieni: bulaste (pochodzące ze szkieletów amonitów), krynoidowe (ze szczątków liliowców) oraz rogowcowe (twarde, odporne na wietrzenie). To właśnie wapienie tworzą większość charakterystycznych szczytów, urwisk i skalic. Oprócz nich osadziły się łupki, margle, radiolaryty i piaskowce.
W górnej kredzie zaznaczyły się na terenie dzisiejszych Pienin silne ruchy górotwórcze. Przeważnie głębokomorskie osady węglanowe i krzemianowe basenów zostały oderwane od pierwotnego podłoża i ponasuwane na siebie w postaci płaszczowin (otrzymały one nazwy: niedzicka, braniska, pienińska oraz haligowiecka). W efekcie fałdowań w miejscu szerokiego morskiego basenu (ok. 250–300 km) powstał orogen skałkowy, łańcuch górski „pra-Pienin” o szerokości ok. 50 km, który został wydźwignięty ponad powierzchnię akwenu. Jeszcze pod koniec kredy uległ on częściowej denudacji. Następnie ponownie został zalany przez morze w paleocenie. Jako podwodny grzbiet, stanowił granicę pomiędzy basenem magurskim i basenem podhalańskim. Przykryła go wówczas cienka warstwa paleogeńskich osadów klastycznych (molasa i flisz), które utworzyły się w brzeżnej części obu basenów.

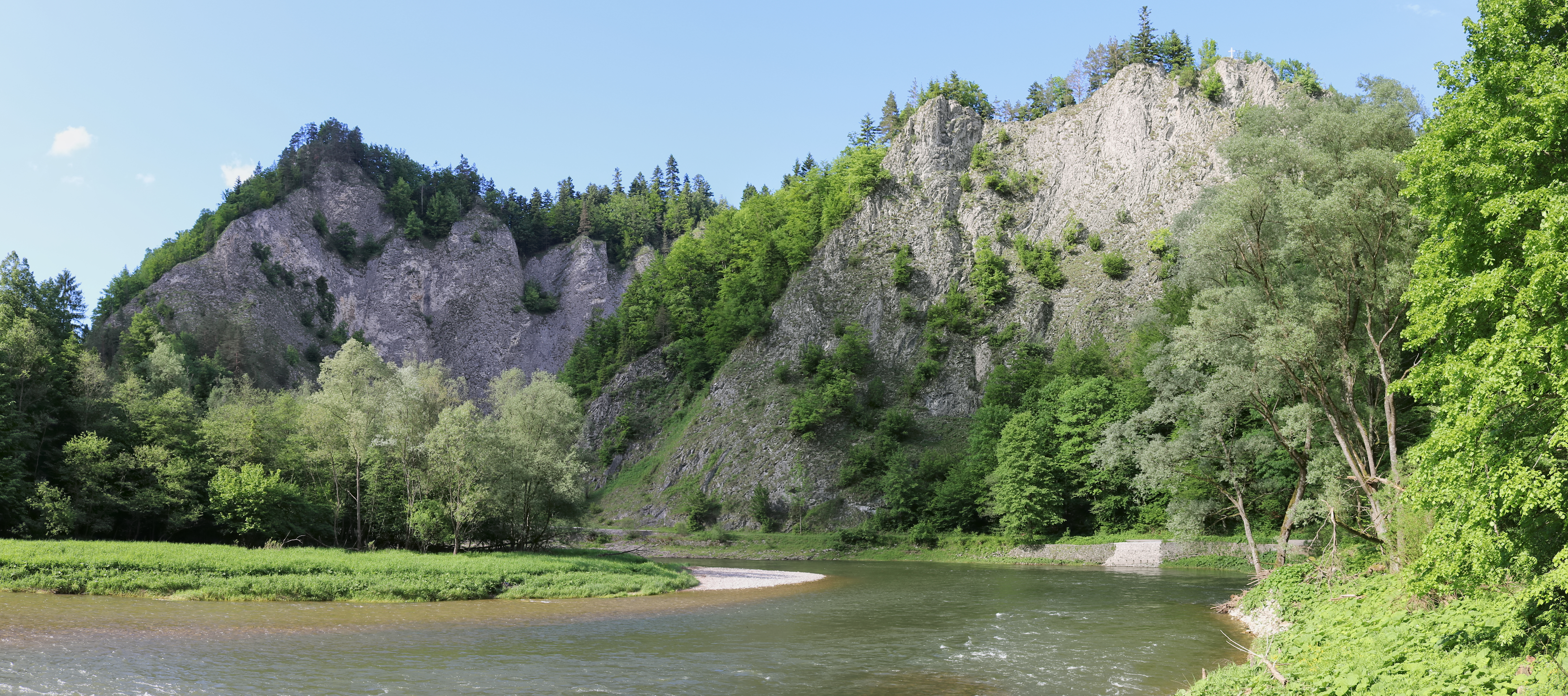
Skały wapienne budujące Przełom Pieniński

Na granicy paleogenu i neogenu (ok. 24-20 mln lat temu), podczas kolejnego fałdowania, Pieniny zostały ponownie spiętrzone. Wydźwignięte utwory wapienne zostały zgniecione między wypiętrzającymi się blokami Karpat Wewnętrznych i Zewnętrznych. Szerokość pienińskiego pasa skałkowego uległa redukcji, wynosi obecnie ok. 0,2–20 km. W miocenie struktura pasa została potrzaskana uskokami podłużnymi i poprzecznymi na całej długości. Uskokami tymi wydostawała się z głębi Ziemi magma andezytowa i krzepła pod powierzchnią. Jednostka tektoniczna Grajcarka oraz nowo powstała mioceńska płaszczowina fliszowa zostały pocięte niewielkimi intruzjami magmowymi (dajki i sille). Zjawiska wulkaniczne doprowadziły do powstania złóż wód mineralnych w Szczawnicy i Krościenku nad Dunajcem.
W miocenie, pliocenie i czwartorzędzie,
Pieniny podlegały silnym ruchom wznoszącym. Towarzyszyły im silne procesy erozyjne. Częściowo odsłonięte zostały bloki andezytowe (andezyt pieniński) tworzące górę Jarmutę, a także Wdżar w Gorcach i Bryjarkę w Beskidzie Sądeckim. Pasmo Pienin było rzeźbione przez potoki i rzeki (wąwozów i przełomów naliczono ok. 15), lokalnie tworzyły się słodkowodne zbiorniki wodne, szybko zasypywane materiałem pochodzenia głównie roślinnego. Tam, gdzie pas skałkowy stykał się z fliszem, powstały subsekwentne doliny potoków – Krośnica, Grajcarek, Łapszanka i Lipnik oddzieliły Pieniny od Beskidów i pogórzy spiskich. Już w dolnym miocenie zarysował się Przełom Dunajca, ostatecznie ukształtowany w trakcie dźwigania się orogenu karpackiego w miocenie wyższym i dolnym pliocenie.
Współcześnie jest to jeden z obszarów o największej aktywności sejsmicznej w Polsce, ustępując Podhalu. Trzęsienia ziemi tu występujące są z reguły bardzo słabe, nieodczuwalne, rzadko przekraczając magnitudę 3. Na naturalną aktywność sejsmiczną nakłada się sesjmiczność antropogeniczna wywoływana przez obecność Jeziora Czorsztyńskiego, czyli aktywność wyzwalana.

## Rzeźba terenu

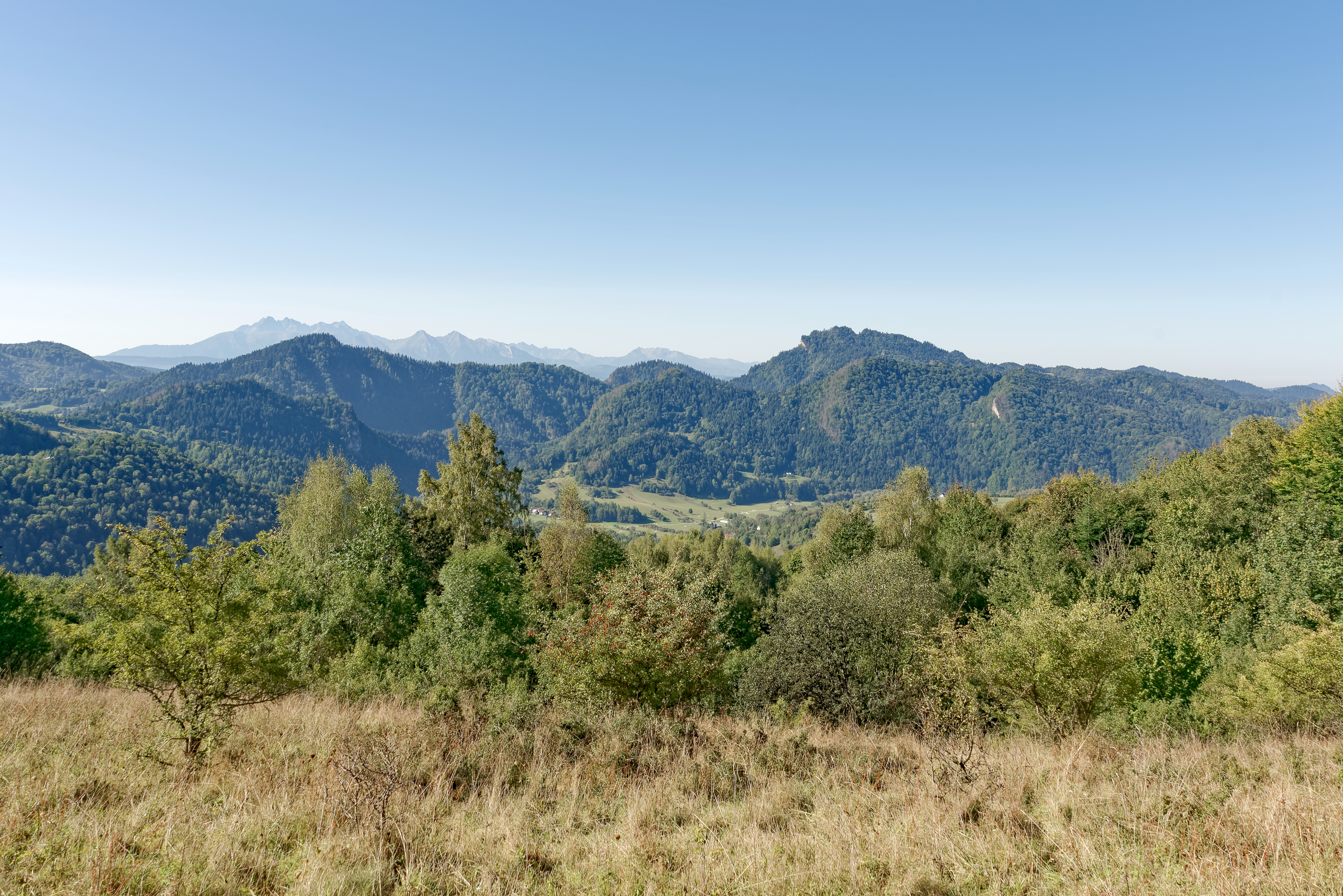
Pieniny Właściwe na tle Tatr – widok z Bereśnika

Podstawowe rysy rzeźby terenu odzwierciedlają przeszłość geologiczną regionu. Najwyższe partie stanowią skalice pochodzące z mezozoiku, odporne na procesy erozyjno-denudacyjne. W niższych partiach są one okryte późniejszymi osadami. Skałki często wypełniają synkliny. Poniżej skałek zaznaczają się natomiast poziomy zrównań, powstałe od neogenu do plejstocenu. Poziom wierzchowinowy występuje na wysokości 700–800 m n.p.m. Niższe poziomy są niesymetrycznie rozmieszczone na północnych i południowych zboczach i stokach. Asymetria jest charakterystyczna dla pasma Pienin – jest wynikiem obalenia fałdów ku południu, które miało miejsce w paleogenie i neogenie. Tak więc ściany skalne od południa są zwykle strome, a te o ekspozycji północnej mają łagodniejszy spadek.
W rzeźbie dolin zaznaczają się terasy. Wzdłuż Dunajca występują trzy ich poziomy, ukształtowane w plejstocenie, zaznaczyły się także zlodowacenie południowopolskie (około 58 m nad poziomem rzeki), zlodowacenie środkowopolskie (28–29 m) i zlodowacenie północnopolskie (20–22 m). Osady budujące kolejne terasy tworzy materiał żwirowo-gliniasty zalegający na półkach skalnych. Poniżej z osadów żwirowych i żwirowo-piaszczystych ukształtowały się terasy holoceńskie. Same Pieniny w czwartorzędzie zlodowaceniu nie uległy – terasy powstały wskutek wzmożonego wietrzenia, zachodzącego wraz z napływem mas materiału żwirowo-gruzowego z Tatr i Gorców.
Dość często u podnóży skałek tworzą się piargi i gołoborza, w których gromadzą się okruchy wapienne, margli lub piaskowców kredowych. Na północnych rubieżach Pienin tworzą się także gołoborza andezytowe (zwłaszcza Jarmuta w Małych Pieninach).
Do najbardziej charakterystycznych form rzeźby Pienin należą wąwozy krasowe (m.in. Homole, Szopczański, Międzyskały) i przełomy rzeczne (Przełom Pieniński). W wapieniach pienińskich słabo rozwinął się natomiast kras podziemny. Jaskiń jest niewiele, zwykle nie osiągają dużych rozmiarów (największe występują w Pieninach Właściwych – np. Aksamitka o długości ponad 300 m czy Jaskinia Zbójnicka). Wpływa na to znaczna domieszka krzemionki w wapieniach pienińskich. Formacja jest cienkoławicowa, wiele skałek jest ponadto osłoniętych przez słaboprzepuszczalne margle i łupki.

## Gleby
Pieniny charakteryzuje znaczna różnorodność pokrywy glebowej. Wynika to ze zróżnicowania geologicznego, rzeźby terenu i warunków hydrologicznych. Często spotykane są gleby inicjalne (AC), w których poziom próchniczny, o miąższości od kilku do kilkunastu centymetrów zawiera liczne odłamki skały macierzystej. Występują na powierzchni odsłoniętych skałek, stromych stoków czy wierzchowin wąskich, międzydolinowych grzbietów. W dnach dolin, w obrębie teras rzecznych oraz w zagłębieniach i załomach występują natomiast pokrywy o dobrze wykształconych profilach, o miąższości przekraczającej metr. Wykształcają się one czasem na stokach przy wieloletnim użytkowaniu rolniczym.
Na wapieniach i marglach utworzyły się rędziny (ich podtypy: rędziny inicjalne, właściwe, czarnoziemne, brunatne, próchniczne górskie oraz butwinowe górskie), a na innych skałach zasobnych w węglany (np. na piaskowcach marglistych) powstały pararędziny. Ich odczyn jest alkaliczny lub obojętny. Gleby wapniowcowe (rędziny i pararędziny) zajmują
ponad 60% obszaru Pienińskiego Parku Narodowego. 30% przypada na gleby brunatne, o odczynie obojętnym lub lekko kwaśnym. Tworzą się one na seriach fliszowych o spoiwie węglanowym. W Pieninach występują głównie gleby brunatne właściwe: typowe, oglejone, wyługowane oraz jednocześnie wyługowane i oglejone. Miejscami powstały gleby brunatne kwaśne, związane z podłożem bezwęglanowym.
W strefach aluwialnych i źródliskowych (pozostających w warunkach okresowego zawodnienia) powstały gleby gruntowo-glejowe (właściwe,
torfowo-glejowe, torfiasto-glejowe, mułowo-glejowe). W miejscach stale podtopionych lub zawodnionych wykształciły się gleby torfowe (torfowiska niskie). Na utworach aluwialnych pienińskich cieków powstały również mady (mady rzeczne właściwe, próchniczne i brunatne).
W Pieninach dominują gleby klas bonitacyjnych V i VI, rzadziej (głównie w dolnych partiach Pienin Spiskich) – klas III i IV. Rośliny, które można uprawiać na takich glebach pienińskich są charakterystyczne dla kompleksów przydatności rolniczej owsianego i owsiano-ziemniaczanego, rzadziej zbożowego.

## Klimat

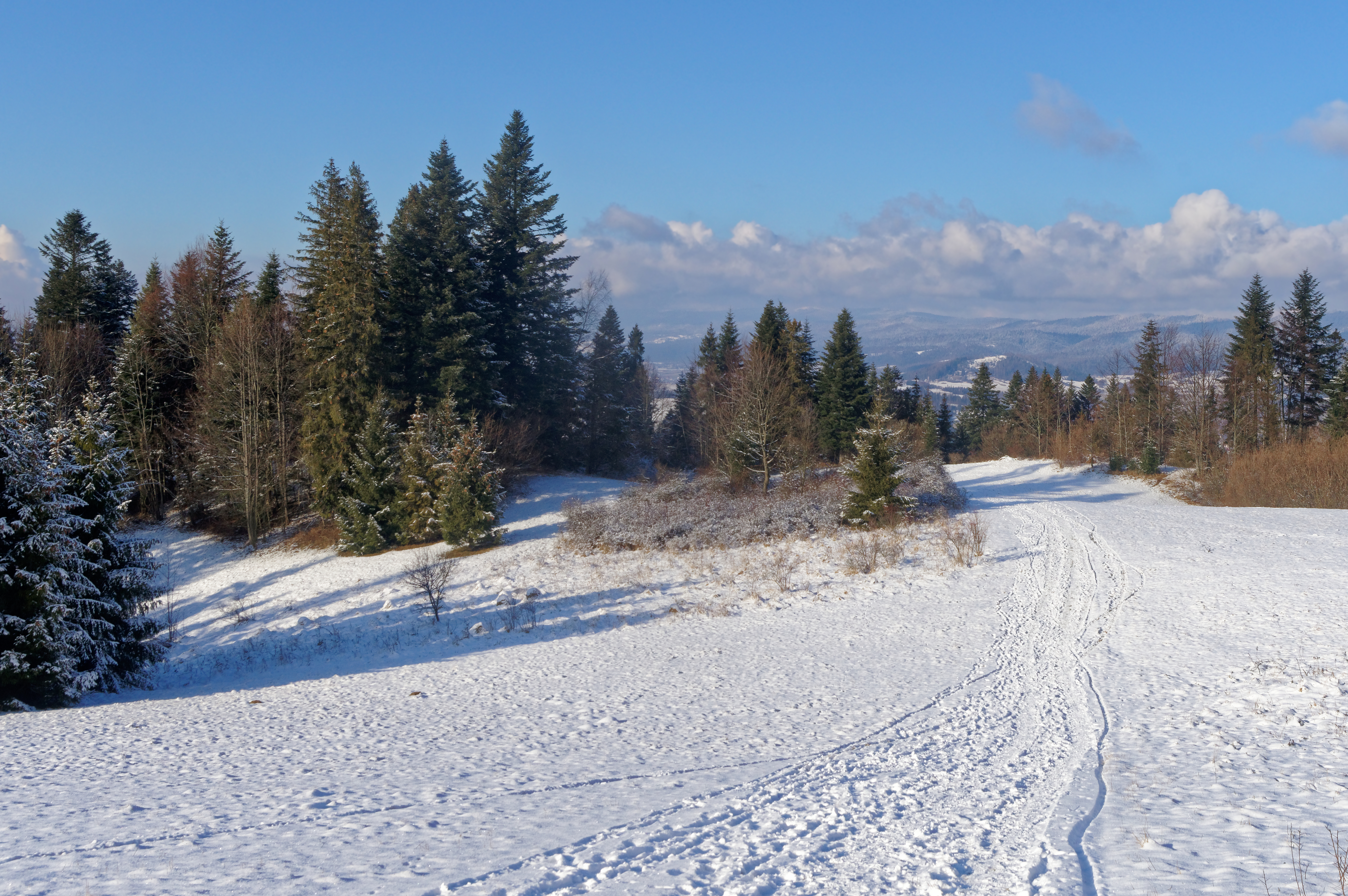
Niebieski szlak turystyczny zimą

Klimat regionu kształtują położenie (w łuku Karpat), rzeźba terenu, wysokość bezwzględna oraz czynniki cyrkulacyjne. W porównaniu z sąsiednimi regionami (szczególnie Tatrami i Podhalem), jest korzystny, określa się go jako łagodny. Mają w porównaniu do pobliskich pasm górskich stosunkowo wysoką średnią roczną temperaturę powietrza, niskie opady, niewielką wietrzność i duże usłonecznienie. Dłużej trwa tu okres wegetacyjny, a krócej zalega pokrywa śnieżna.
Pieniny położone są między chłodną Kotliną Orawsko-Nowotarską, gdzie w sezonie zimowym tworzą się zastoiska zimnego powietrza, a ciepłą częścią doliny Dunajca poniżej Przełomu Pienińskiego, gdzie występują ciepłe wiatry fenowe (wiatry ryterskie). Rysy rzeźby terenu warunkują miejscowe różnice w temperaturze – za dnia powodują je różnice w dopływie światła słonecznego do poszczególnych fragmentów powierzchni stoków (znacznie więcej światła od stoków północnych otrzymują stoki południowe). Nocą kontrasty termiczne występują między stokami (gdzie napływa ciepłe powietrze) a dolinami (gdzie spływa powietrze zimne).
Średnie roczne temperatury w Pieninach wahają się od 3,9 do 6,3 °C. W związku z dużymi różnicami wysokości wyróżnia się dwa piętra klimatyczne: umiarkowanie ciepłe (ze średnią roczną temperaturą
powietrza w granicach 6–8 °C) oraz umiarkowanie chłodne (4–6 °C). Pierwsze występuje generalnie do wysokości 520 m n.p.m. i jest charakterystyczne dla stoków południowych. Drugie zaznacza się powyżej 520 m n.p.m., na stokach północnych sięga w niższe partie dolin. Najwyższe średnie temperatury miesięczne notowane w lipcu i sierpniu wynoszą od 13,7 do 16,4 °C. Absolutne minima mogą osiągać od –36,3 do –30,2 °C, a najwyższe temperatury we wklęsłych formach terenu sięgają 32,8–34,7 °C. Wahania pomiędzy temperaturą dnia i nocy w podpienińskich kotlinach są niewielkie, co ma duży wpływ na rozwój lecznictwa.

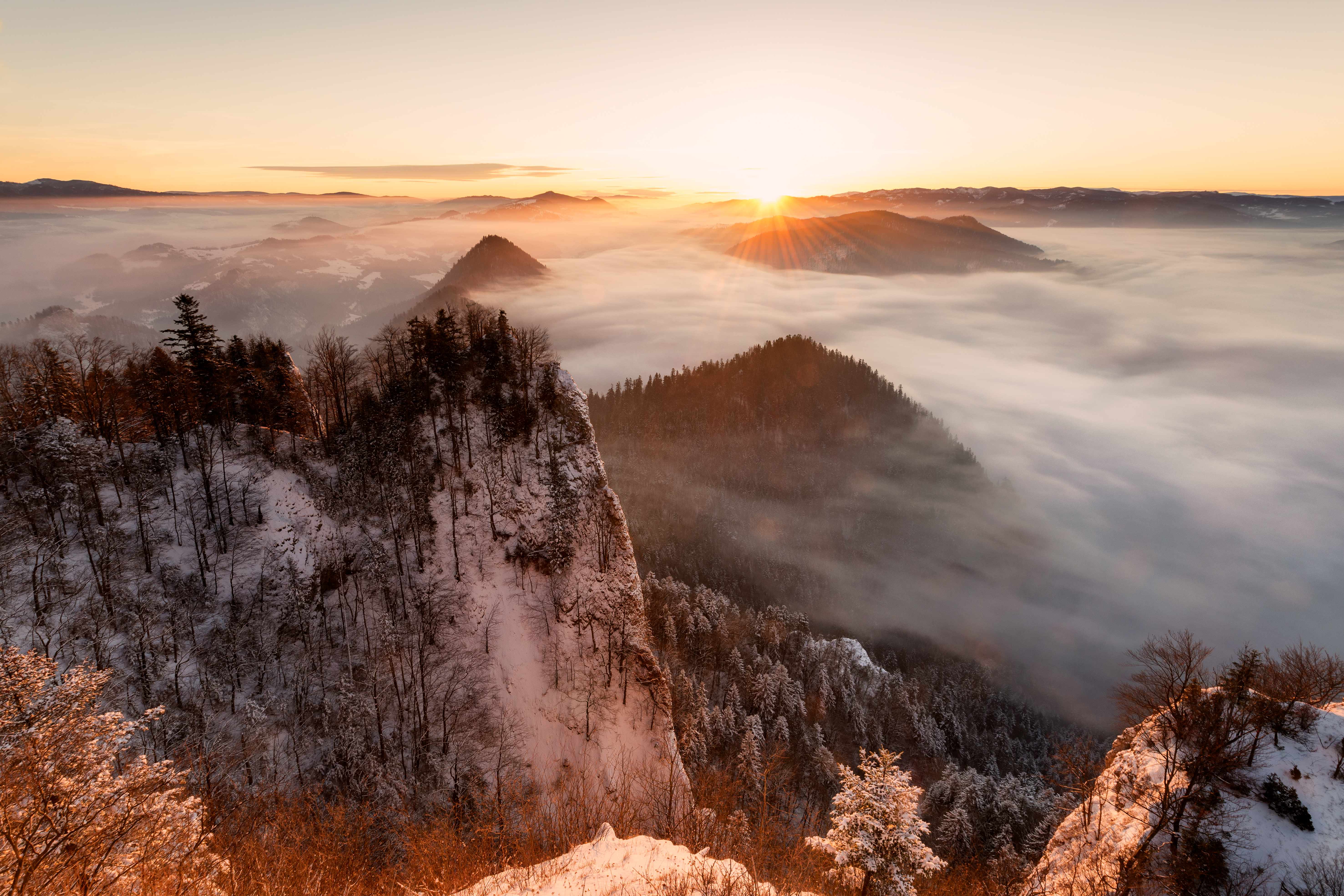
„Morze mgieł” – zimowy poranek na Trzech Koronach

Zachmurzenie jest umiarkowane – od listopada do marca pochmurnych jest średnio najwięcej ok. 11–16 dni w miesiącu, minimum we wrześniu wynosi 8–10 dni. W sezonie zimowym występuje zjawisko tzw. „mórz mgieł”, kiedy to w dolinach zalegają chmury warstwowe. Nasłonecznienie jest duże, szczególnie na stokach o ekspozycji południowej. W okresie od czerwca do października wiatry wieją zwykle z zachodu, północnego zachodu i północy, ze stosunkowo niewielką siłą. Zimą są silniejsze i wieją głównie z południowego zachodu i wschodu. W jesieni i wiośnie dolinami Białki, Leśnicy i Rieki napływa halny. Choć zaznacza się dość słabo, ma duży wpływ na samopoczucie ludzi. Obserwuje się tu także zjawisko występowania wiatru dolinnego. Średnio w skali roku wiatry wieją z prędkością 1,6–2,1 m/s w obniżeniach i do 2,5 m/s na szczytach.
Cały region znajduje się w cieniu opadowym innych pasm górskich, przez co opady są tu niewielkie. Średnio dni z opadem jest ok. 168-176 w roku. Roczne sumy opadów w Pieninach wynoszą jedynie około 690–850 mm opadów (Gorce 800–1200 mm, Tatry do 1876 mm). Najmniej opadów notuje się zimą, najwięcej przypada na lato. Występujące wówczas deszcze są ulewne i nawalne, o sumach dobowych od 30 do 123 mm – stanowią znaczny procent opadów rocznych.
Okres wegetacyjny trwa średnio 223 dni w dolinie Dunajca, w miarę wzrostu wysokości bezwzględnej ulega skróceniu. Pokrywa śnieżna zalega w ciągu roku średnio od 98 dni w dolinach do 140 w wyższych partiach.
Urozmaicona rzeźba terenu wpływa na cechy mikroklimatu poszczególnych części pasma. Ma to swoje odzwierciedlenie w różnorodności fauny i flory.

## Wody

### Wody powierzchniowe

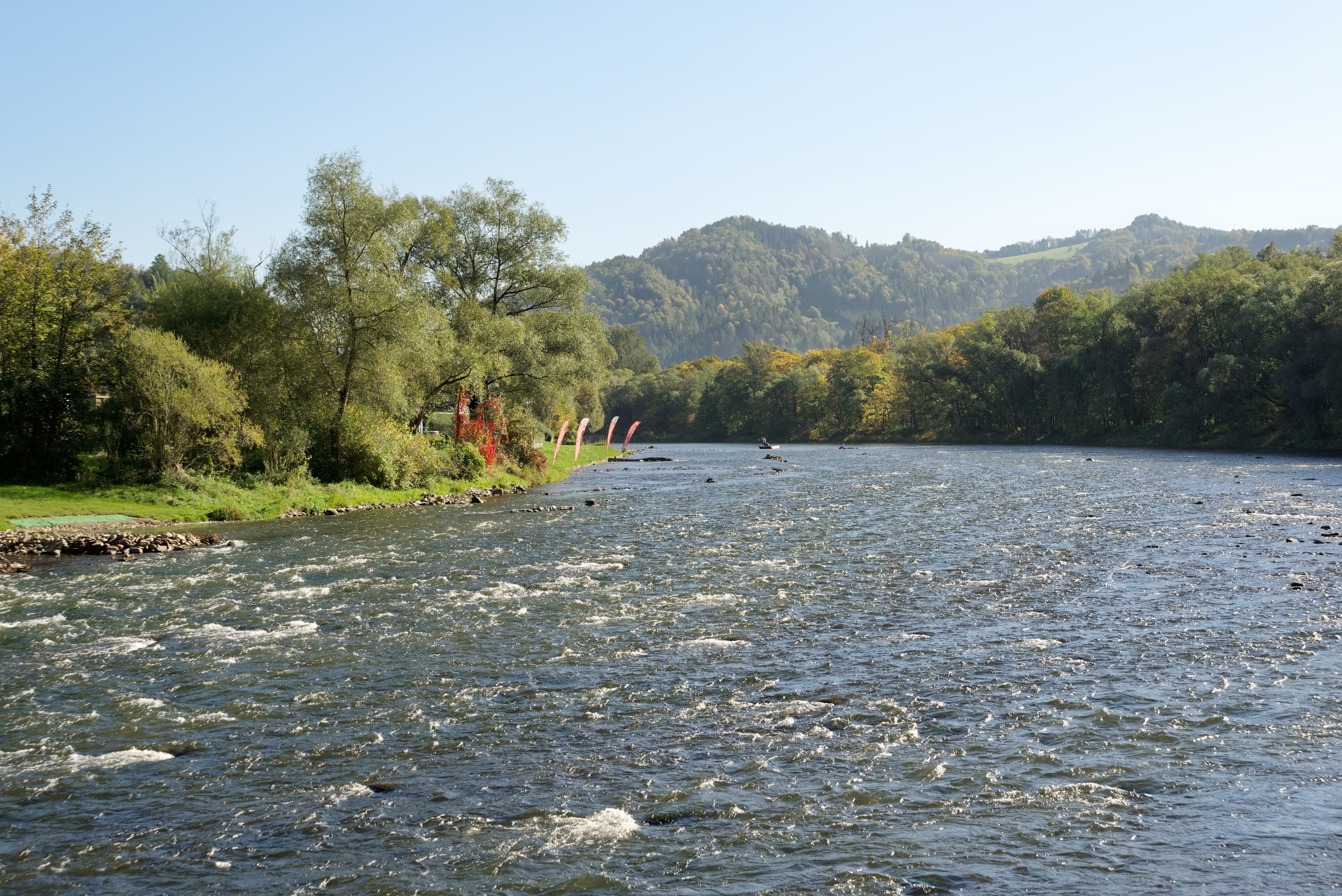
Dunajec w Krościenku nad Dunajcem

Głównym ciekiem i arterią wodną Pienin jest rzeka Dunajec. Dopływa do obszaru pasma od strony północno-zachodniej, uchodząc do zaporowego zbiornika retencyjnego, Jeziora Czorsztyńskiego. Poniżej położony jest wyrównawczy zbiornik Sromowce. Za zbiornikami dolina rzeczna Dunajca przechodzi w przełom strukturalny (Przełom Pieniński), oddzielając Pieniny Właściwe od Małych Pienin, Grupy Golicy i Haligowskich Skał. Płynie meandrującym korytem, pokonując siedem ostrych zakrętów, następnie zwraca się w stronę Krościenka nad Dunajcem, gdzie opuszcza Pieniny.
Region w całości znajduje się w zlewni Dunajca – ze słowackiej strony Małych Pienin wody trafiają do niego za pośrednictwem Popradu. Większość wody, którą otrzymuje Dunajec w rejonie Pienin pochodzi z dopływów prawostronnych. Ważniejsze to: Przykopa, Niedziczanka, Hordyński Potok, Lipnik, Leśnicki Potok i Grajcarek. Dopływy lewostronne, odwadniające głównie skaliste Pieniny Właściwe, są generalnie krótsze, z dużymi spadkami, m.in. Głęboki Potok, Lęborgowy, Macelowy Potok, Pieniński Potok i Krośnica.

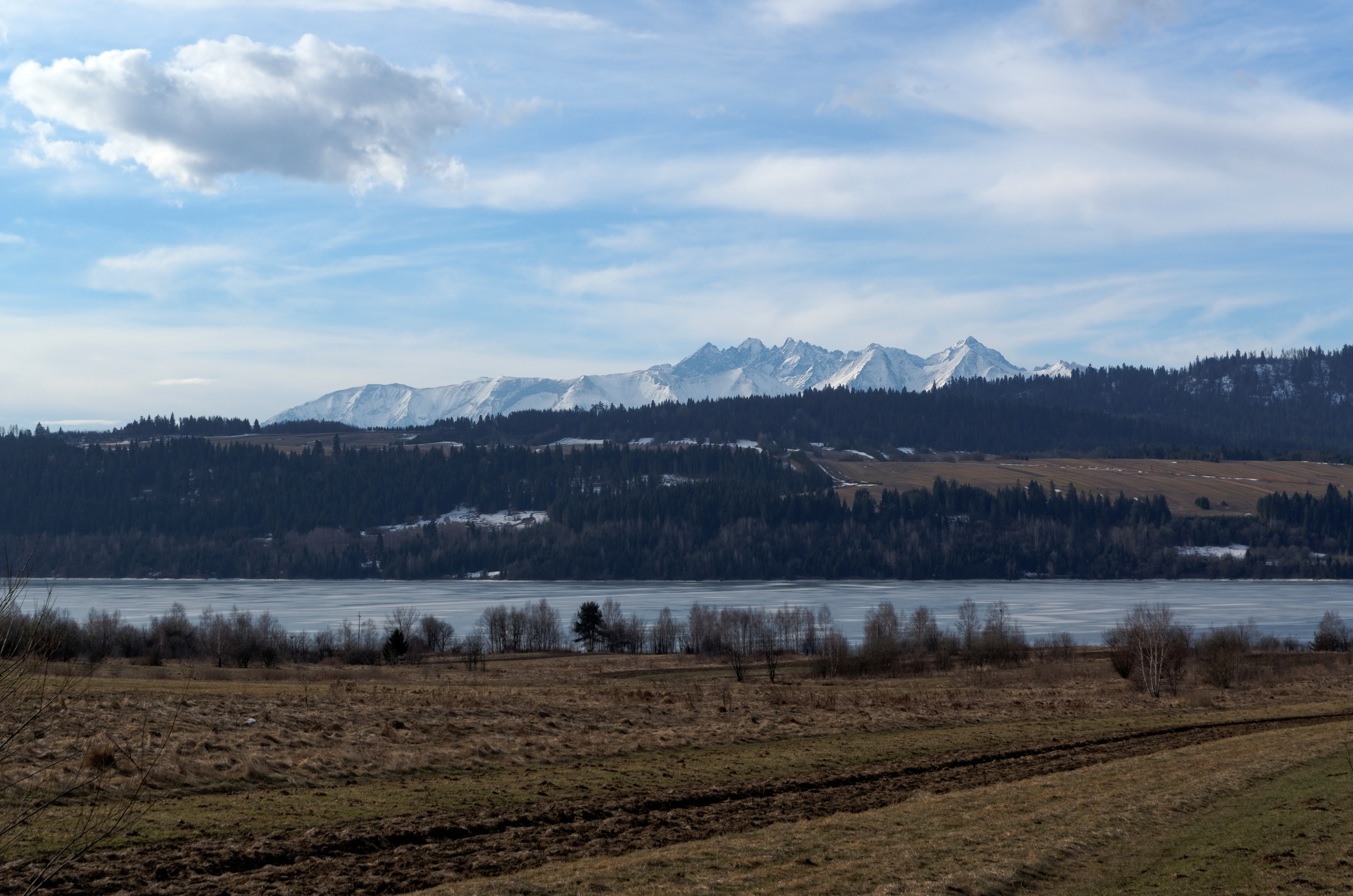
Jezioro Czorsztyńskie na tle Tatr

Dunajec historycznie cechowała znaczna zmienność przepływów. Dla lat 1973–1987, dla przekrojów wodowskazowych w Czorsztynie oraz w Krościenku przepływ średni niski (SNQ) wynosił odpowiednio 4,3 m³/s oraz 5,7 m³/s, przepływ średni (SSQ) – 23,5 m³/s i 32 m³/s, a przepływ średni wysoki (SWQ) – 377,7 m³/s i 510,6 m³/s. Po wybudowaniu zbiorników różnice przepływów zostały zniwelowane. W 1997 roku w warunkach powodziowych do Zbiornika Czorsztyńskiego
wpływało prawie 1400 m³ wody na sekundę. Odpływ ze Zbiornika Sromowieckiego wyniósł natomiast ok. 600 m³/s.
Bieg wielu pienińskich cieków był modyfikowany przez ludzi, zwłaszcza w XX wieku. W dolinie Głębokiego Potoku utworzono sztuczne stawy, tzw. „Żabie Doły”, uzupełniające hydrografię Pienin wobec nielicznego występowania naturalnych zbiorników.

### Wody podziemne

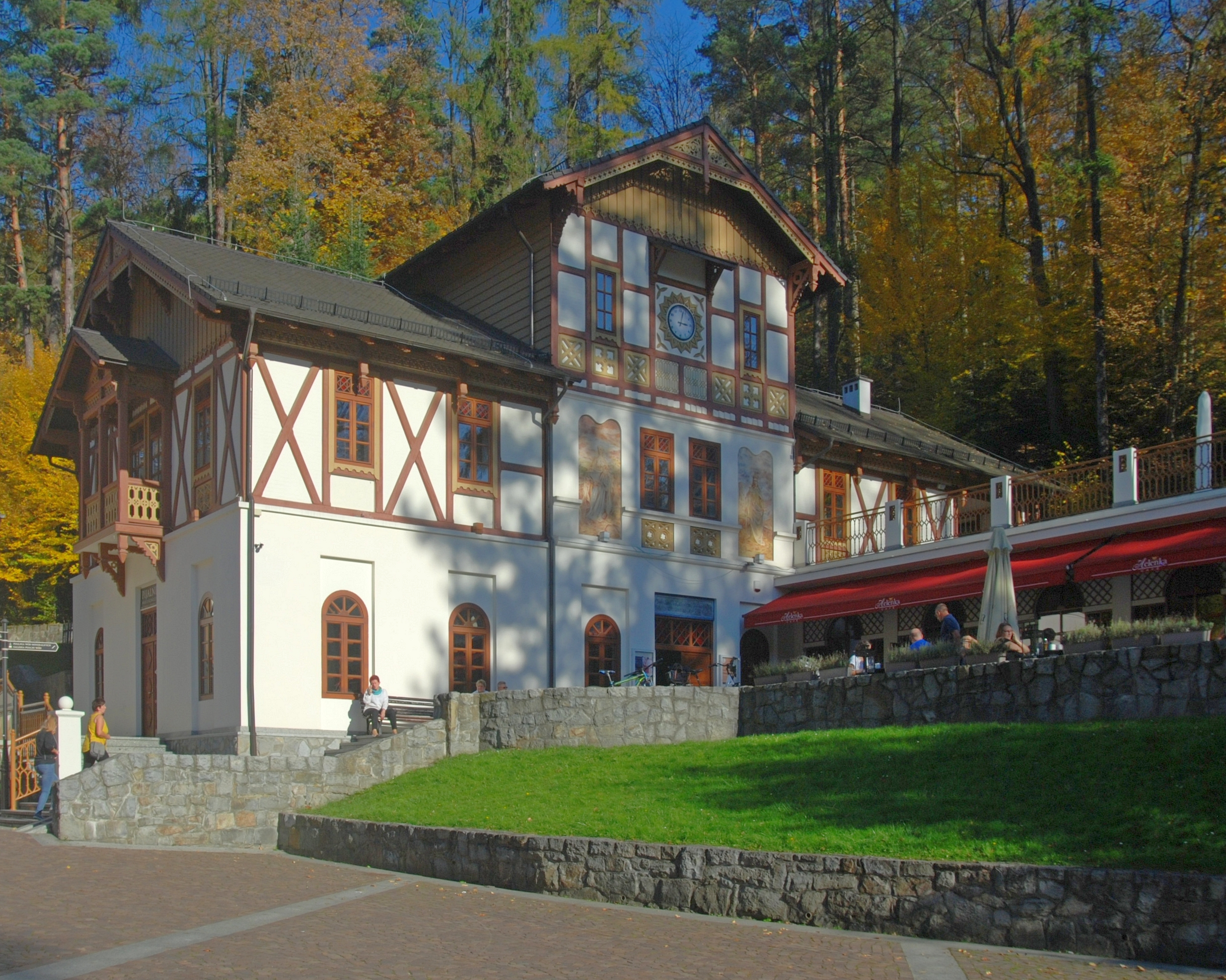
Willa „Nad Zdrojami” w Szczawnicy

Warunki hydrogeologiczne na terenie Pienin są zróżnicowane, na co wpływ ma mozaikowa, skomplikowana budowa geologiczna. Zawodnienie tego terenu jest stosunkowo słabe, nie można tu wyróżnić poziomów wodonośnych o użytkowym charakterze. Ewentualne ujęcia są zbyt małe, by wykorzystać je w zbiorczych systemach wodociągowych. W utworach skalnych z mezozoiku oraz paleogenu występują dominujące na terenie Pienin wody szczelinowe. Są one powiązane z uszczelinieniem skał, silniejszym w wapieniach i marglach, ubogim w przypadku piaskowców i łupków. W obrębie utworów z czwartorzędu przestrzenie między ziarnami tworzącymi osady wypełniają wody porowe.
Pienińskie wody podziemne w strefie przypowierzchniowej tworzą jeden poziom wodonośny o charakterze nieciągłym. Charakteryzuje go możliwość migracji wody między skałami i znaczne zróżnicowanie głębokości zwierciadła (od 5 m w dnach dolin do kilkudziesięciu metrów w wyższych partiach wzniesień).
Źródła są przeważnie związane z formacjami fliszowymi (stokowe lub zboczowe wypływy wód infiltracyjnych, których zawartość minerałów nie przekracza kilku mg/dm³, o wydajności najczęściej w przedziale od części setnych do części dziesiętnych dm³/s). Nielicznie występują źródła krasowe, którymi z wapiennych skałek wypływają wody szczelinowo-krasowe. Najbardziej znanym jest Stuletnie Źródło, o wydajności od kilku do kilkunastu dm³/s.
Na północnych obrzeżach Pienin występują wypływy wód mineralnych, o genezie związanej z pienińską linią andezytową. Badacze uważają je za rozcieńczone wodami infiltracyjnymi wody reliktowe, ich właściwości fizykochemiczne zależą od typów andezytów, w których migrują. Wydajność wynosi do kilku litrów na minutę, mineralizacja wód ok. kilku g/dm³ (zdarza się jednak, że ponad 20 g/dm³). Ze względu na znaczne nasycenie dwutlenkiem węgla (nawet 3,5 g/dm³) są klasyfikowane jako szczawy. Najbardziej spopularyzowane są źródła znajdujące się w Szczawnicy i Krościenku nad Dunajcem.
W miejscach, w których pieniński pas skałkowy napotyka sąsiednie jednostki, występują także źródła wód siarkowodorowych.

## Fauna
W latach 80. XX wieku oszacowano, że w polskim Pienińskim Parku Narodowym żyje ok. 6,5 tys. gatunków zwierząt, natomiast do 2003 roku zinwentaryzowano tu występowanie 7317 gatunków (296 gatunków kręgowców i 7021 gatunków bezkręgowców). Na ogromną różnorodność fauny ma wpływ wapienne podłoże, duże zróżnicowanie siedlisk naturalnych, bogactwo szaty roślinnej i ekstensywne użytkowanie lasów i terenów nieleśnych.
Ssaków na terenie Pienin rozpoznano ok. 60 gatunków – są to te same gatunki, które występują w sąsiednich beskidzkich lasach: jelenie, dziki, niedźwiedzie, wilki, rysie, borsuki, bobry (których działalność zaznacza się w krajobrazie Przełomu Pienińskiego), wydry i gryzonie, takie jak pospolity nornik zwyczajny oraz myszarka zielna. W Pieninach występuje 19 gatunków nietoperzy. Po słowackiej stronie, bogatszej w jaskinie, do roku 2000 stwierdzono hibernowanie 9 gatunków. Najczęściej hibernującym gatunkiem jest charakterystyczny dla Pienin podkowiec mały, który najliczniej zimuje w jaskini Aksamitka, a kolonie rozrodcze ma na poddaszach kościołów w Jaworkach i w Szczawnicy oraz w Czerwonym Klasztorze. Bogaty jest świat pienińskich płazów, spotyka się tu m.in. kumaki górskie, traszki grzebieniaste i traszki karpackie. Ich miejsca rozrodu zniszczono częściowo podczas budowy Zbiornika Czorsztyńskiego, co zrekompensowano budową dwóch sztucznych stawów przy ujściu potoku Głębokie do Zbiornika Sromowskiego.
Awifauna w Pieninach liczy prawie 200 gatunków. Z rzadkich ptaków natknąć się można na orła przedniego (w 2019 roku jedna para w PPN), orlika krzykliwego (w 2019 roku dwie pary) czy sokoła wędrownego (w 2019 roku jedna para). M.in. w skałach wąwozu Homole swoje lęgowiska posiada puchacz, a na obszarze całego pasma dostrzec można także puszczyka uralskiego i włochatkę. W urwiskach pojawia się pomurnik. Na wiosnę przylatuje kilka par bocianów czarnych, które żerują głównie w dolinach dużych cieków. Jest to także rejon występowania kormorana, który upodobał sobie głównie starorzecza w pobliżu Kątów.
Wśród 7 tys. owadów pienińskich występują gatunki reliktowe i endemiczne, w tym nadobnica alpejska i sichrawa karpacka. Ogromną grupę stanowią motyle – ponad 1550 gatunków, co stanowi ok. 55% fauny motyli Polski. Pewnym symbolem Pienin stał się niepylak apollo – w Polsce występujący jedynie tutaj oraz w Tatrach (choć właściwie nie wiadomo o istnieniu stałej populacji po polskiej stronie Tatr). Po programie restytucji jego populacja pienińska ustabilizowała się na poziomie ok. 800–1200 osobników.

## Szata roślinna

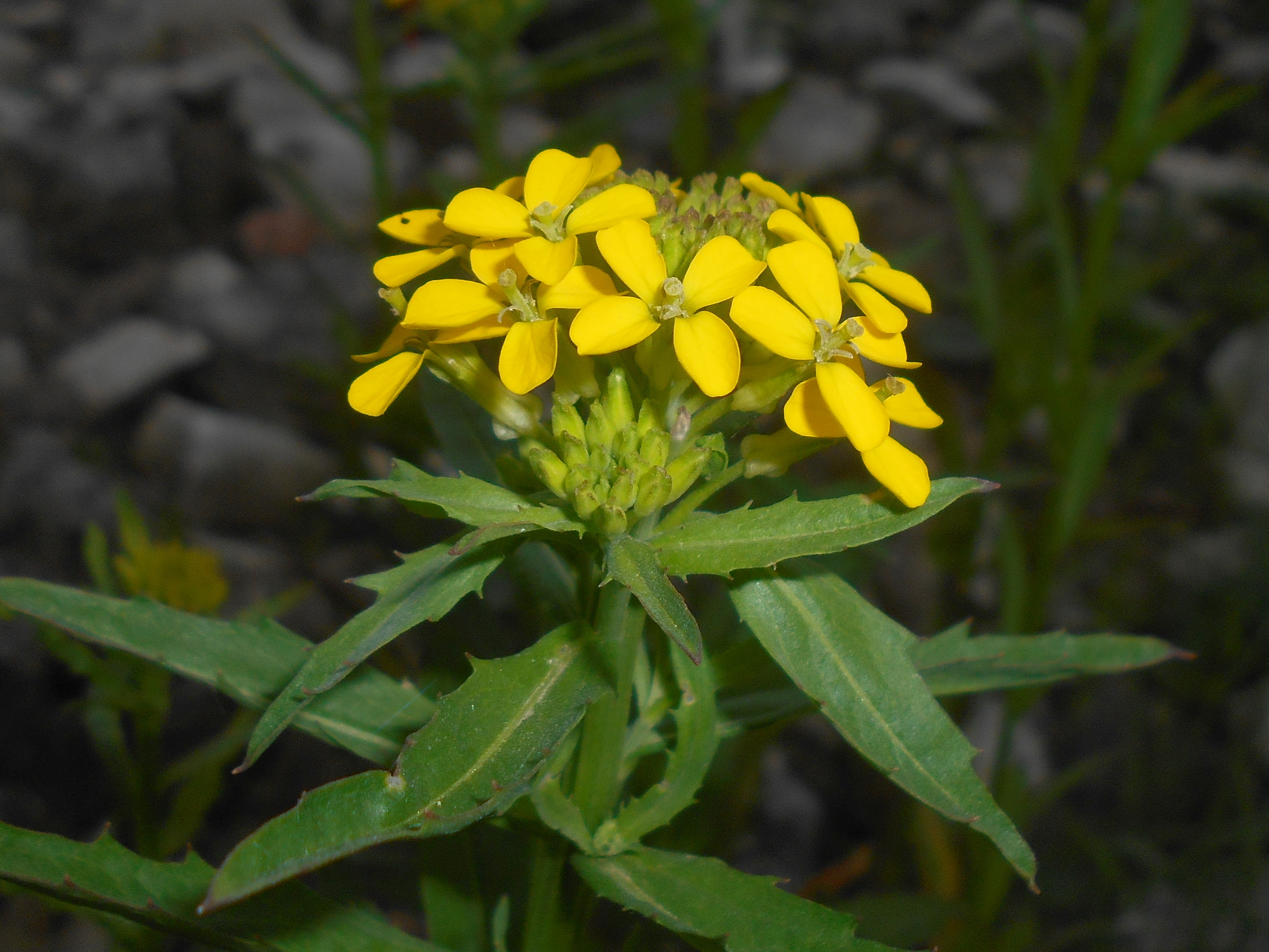
Pszonak pieniński

Pieniny cechuje duże bogactwo i różnorodność flory, warunkowana klimatem regionalnym i różnicami w mikroklimatach poszczególnych części pasma, usytuowaniem w łuku Karpat, w sąsiedztwie innych pasm górskich, rzeźbą terenu wpływającej na migracje, rzeźbą terenu umożliwiającą rozwój zarówno gatunków z niżu, jak i z wyższych gór oraz wapiennym podłożem. Ponadto lokalna flora miała na rozwój dość długi czas – w dyluwium w Pieninach nie było zlodowaceń, więc przetrwały tu pewne relikty trzeciorzędowe (chryzantema Zawadzkiego, jałowiec sawina, dębik ośmiopłatkowy), a także wykształciły się endemity: dwa gatunki (mniszek pieniński, pszonak pieniński) oraz odmiany endemiczne chabra barwnego, rozchodnika ostrego (odmiana wapienna), bylicy piołun (odmiana wapienna). Występuje tu 1100 gatunków roślin naczyniowych, co stanowi 50% wszystkich stwierdzonych w Polsce, ok. 400 gatunków glonów, ok. 320 gatunków mchów i wątrobowców oraz ok. 470 gatunków porostów. Najciekawszy obszar pod tym względem obszar stanowią Pieniny Właściwe – flora Małych Pienin i Pienin Spiskich została znacznie zniekształcona przez lata eksploatacji gospodarczej.
Krajobraz Pienin urozmaica poza występowaniem lasów obecność zbiorowisk naskalnych i piargowych, a także półnaturalnych (związanych z gospodarką człowieka) łąk i pastwisk.

### Lasy

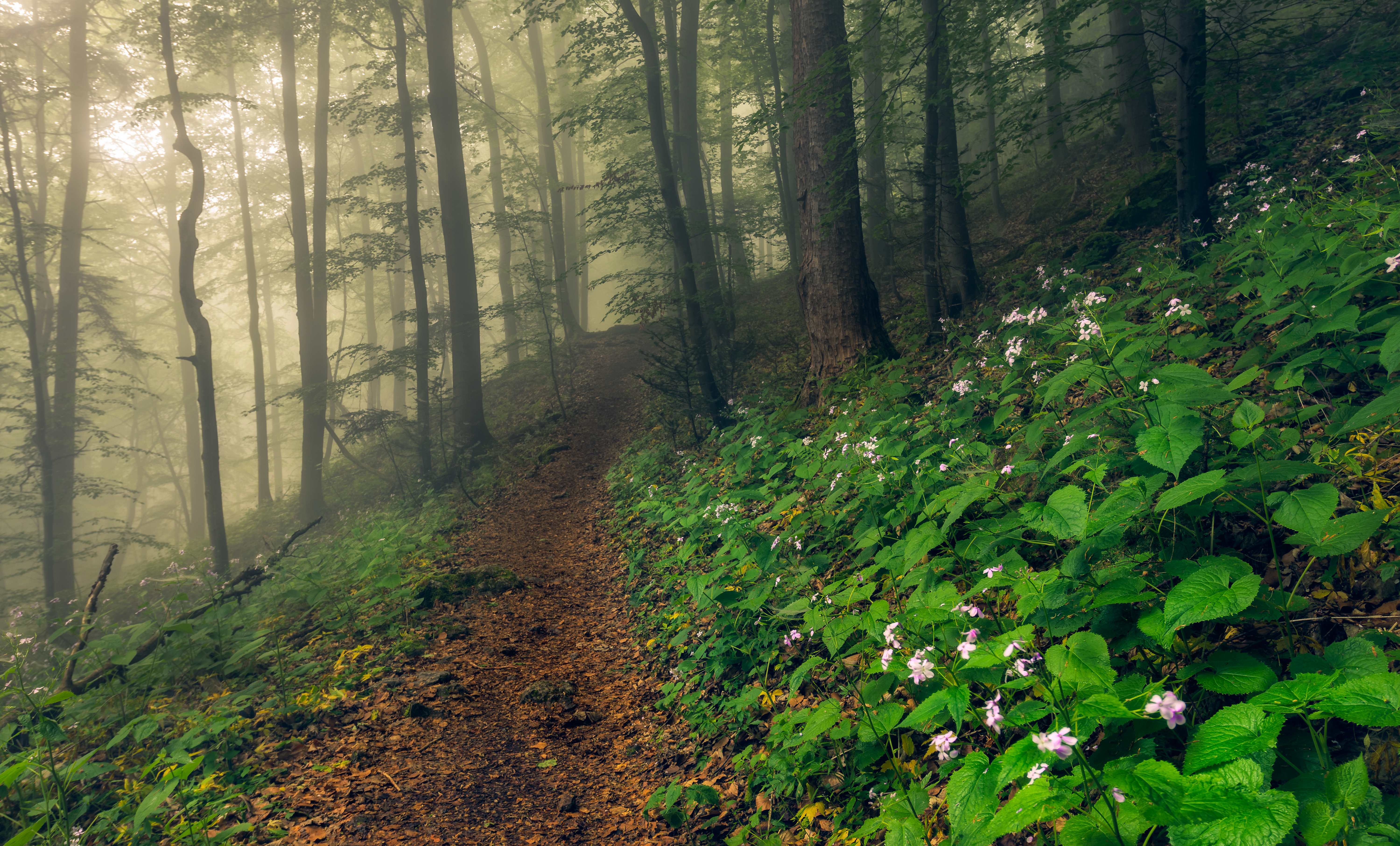
Las w polskim Pienińskim Parku Narodowym

Lasy pienińskie zajmują jedno piętro roślinne – regiel dolny. Regiel górny można wyróżnić jedynie w najwyższych partiach Wysokiej, natomiast piętro pogórza, czyli niższe tereny, są niemal zupełnie wylesione, pokryte łąkami lub zajęte przez pola uprawne. Z ekspozycją zboczy i rodzajem gleby wiąże się zróżnicowanie roślinne, mało dostrzegalne w drzewostanie, lecz zaznaczające się w runie i podszycie.
Głównym zespołem leśnym występującym w reglu dolnym jest tzw. buczyna karpacka, w której drzewostan tworzy głównie buk zwyczajny i jodła pospolita, z domieszką świerka oraz jawora, wiązu górskiego i lipy szerokolistnej. Rośliny runa, bardzo bogatego gatunkowo, zakwitają przed rozwinięciem się liści na drzewach, które ograniczają dopływ światła. Charakterystyczne są fioletowe kwiaty żywca gruczołowatego.
W buczynie pojawiają się enklawy jaworzyny górskiej, rozwijającej się na rumoszu wapiennym na silnie nachylonych zboczach, w ocienionych i wilgotnych miejscach, z żyznymi glebami próchniczymi. Poza jaworem często występują w drzewostanie: buk, klon zwyczajny, lipa szerokolistna, wiąz górski i jesion wyniosły. W runie znaczący udział mają gatunki nitrofilne (azotolubne).

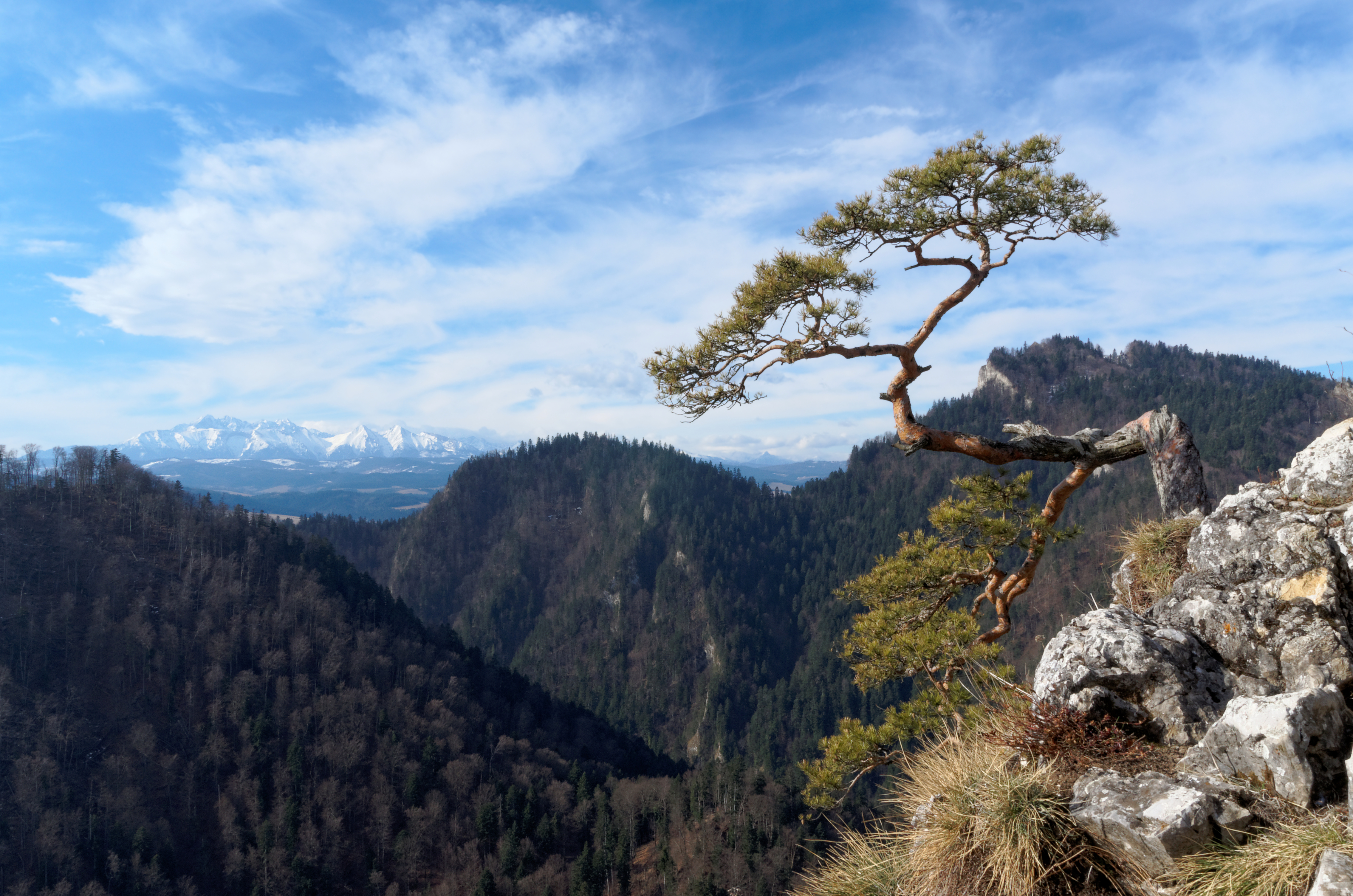
Reliktowa sosna na Sokolicy, jeden z symboli Pienin

Osobliwością są reliktowe, ponad pięćsetletnie zbiorowiska kserotermiczne (ciepłolubne) i wapieniolubne, zajęte przez laski sosnowe. Rozwijają się na niedostępnych półkach w partiach szczytowych oraz na skalnych grzebieniach. Naturalnie występują na Czerwonych Skałach pod Czertezikiem, Sokolicy, Czerteziku i Macelowej Górze. Runo jest mieszaniną gatunków, które przechodzą z sąsiadujących muraw kserotermicznych i buczyny karpackiej.
Suche siedliska bogate w węglan wapnia to miejsce występowania ciepłolubnych buczyn i jedlin, które często zajmują stanowiska na nasłonecznionych, stromych zboczach południowych. W buczynie drzewostan tworzą buk zwyczajny i towarzyszące mu: jodła pospolita, lipa szerokolistna, klon jawor, klon zwyczajny, grab pospolity i świerk. Runo ma układ mozaikowy, występuje w nim duża zmienność mikrosiedlisk. W jedlinie ciepłolubnej, rosnącej na kamienistych glebach brunatnych lub pararędzinach, prawie jednogatunkowy drzewostan tworzy natomiast jodła, z niewielką domieszką buka, świerka i jawora. Najliczniejsza jedlina zachowała się na Facimiechu.
Wiele jodeł w Pieninach dożywa sędziwego wieku i osiąga imponujące rozmiary. W 2024 roku na terenie Pienin zidentyfikowano ponad 20 jodeł, których wysokość przekracza 50 m. Okaz o wysokości 55,86 m i obwodzie pnia w pierśnicy wynoszącym 3,28 m, został ogłoszony najwyższym drzewem rodzimego gatunku, rosnącym w Polsce.
Grądy typowe dla piętra pogórza w wyniku wylesienia i zajmowania pod uprawę terenów w niższych położeniach zachowały się nielicznie, choć wcześniej zapewne występowały w Pieninach powszechnie. Tworzy je grab pospolity i lipa drobnolistna, z górną warstwą głównie tworzoną przez buka i jodłę. Na terenach nieregularnie zalewanych wodami powodziowymi w dolinach rzek i potoków, zajmowanych przez najżyźniejsze w Pieninach gleby mady, rozwija się natomiast nadrzeczna olszyna górska. Bujne runo pokrywa w niej 100% powierzchni, charakterystyczny jest tu objęty ochroną pióropusznik strusi. W zabagnionych miejscach, w pobliżu młak czy źródlisk, wykształca się bagienna olszyna górska.
Na glebach skrytobielicowych lub brunatnych silnie wyługowanych i zakwaszonych rozwijają się bory świerkowe i jodłowo-świerkowe. Stanowią głównie efekt gospodarowania człowieka w XIX i XX wieku wprowadzającego drzewostany iglaste, głównie w postaci monokultury świerka pospolitego. Runo tworzą m.in. mchy oraz borówka czernica. Młode lasy tego typu są podatne na wiatrołomy oraz silnie atakowane przez korniki i opieńkę. Naturalnie występują jedynie w najwyższych partiach Wysokiej w Małych Pieninach. W Pienińskim Parku Narodowym prowadzone są zabiegi unaturalniania lasu, dzięki którym udział litych świerczyn zmniejsza się na rzecz jodły i gatunków liściastych.

### Łąki

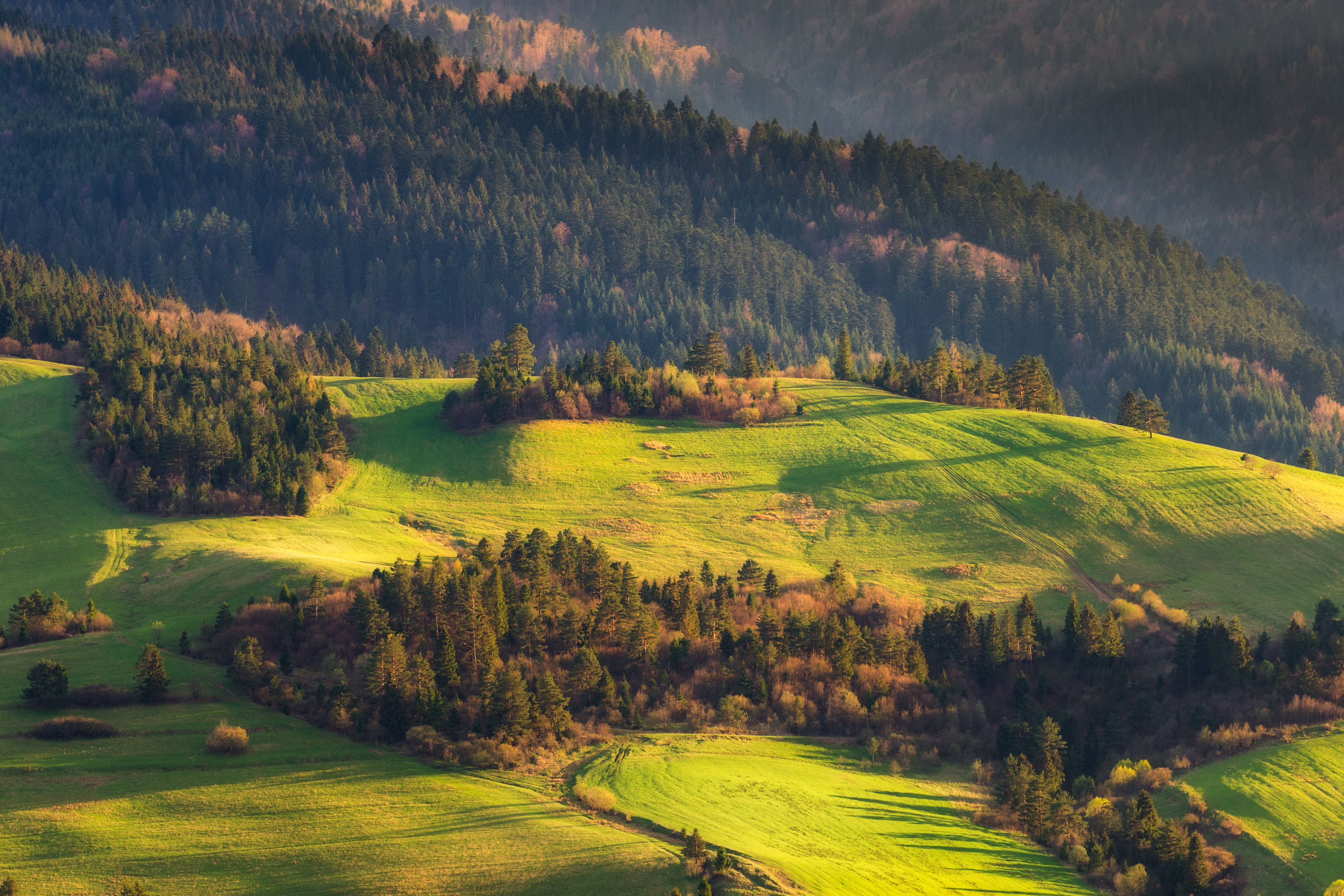
Łąki w Małych Pieninach

Przyjmuje się, że pierwotnie całe pasmo (z wyjątkiem stromych wapiennych skalic) porastała Puszcza Karpacka i że łąki pienińskie powstały w wyniku działań człowieka, który osiedlając się na tych terenach między XIII a XVII wiekiem wycinał i wypalał lasy pod uprawę. Najwcześniej wykarczowano lasy w dolinach, gdzie gleby były najżyźniejsze. Zapotrzebowanie na żywność rosło wraz ze wzrostem liczby ludności, posuwano się więc coraz wyżej w góry, z czasem sięgając nawet 800 m n.p.m. (w Małych Pieninach, ze względu na łagodną rzeźbę terenu, nawet wyżej). Pod koniec XIX wieku nastąpiła poprawa sytuacji ekonomicznej ludności pienińskiej, wobec tego porzucono najwyżej położone uprawy, przekształcając je stopniowo w łąki kośne.
Łąki utrzymują się współcześnie dzięki gospodarowaniu ludzi – koszeniu lub wypasowi – w przeciwnym razie zarastają lasem. Najwięcej jest ich na obszarze Małych Pienin, gdzie krajobraz jest silnie przekształcony przez działalność ludzką (dawniej na ziemiach tych uprawy prowadzili Łemkowie), choć stopniowo zarastają przez zaniechanie tradycyjnego sposobu gospodarowania, który polegał na koszeniu i nawożeniu łąk raz do roku lub przynajmniej co dwa lata. Na obszarze Pienińskiego Parku Narodowego łąki podlegają ochronie czynnej, która dopuszcza koszenie i usuwanie biomasy w celu utrzymania ich w niezmiennym stanie.
Najniżej (np. na obrzeżach PPN-u) występują bujne łąki świeże z kupkówką pospolitą, wiechliną zwyczajną i rajgrasem wyniosłym Na wysokości od 420 do 800 m n.p.m. występuje natomiast łąka z dzwonkiem rozpierzchłym, średnio żyzna, która jest najpospolitszym typem łąk na terenie parku narodowego. Na płytkich, słabo zakwaszonych glebach brunatnych rośnie umiarkowanie sucha łąka pienińska z roślinami motylkowymi, jak przelot pospolity czy koniczyna pagórkowa – najcenniejsze ze zbiorowisk łąkowych. Powyżej 600 m n.p.m. natomiast wykształcają się łąki mieczykowo-mietlicowe. Na terenach PPN występują sporadycznie, znacznie częściej spotykane są w Małych Pieninach, w PIENAP-ie.
Wilgotne łąki ostrożeniowe, na których dominuje ostrożeń łąkowy, rozwijają się w obrębie wysięków wody, średnio nasłonecznionych, o ograniczonym odpływie. Na wysokości do 800 m n.p.m. rozwijają się łąki ziołoroślowe niższych położeń, o umiarkowanym bogactwie gatunkowym, z takimi gatunkami jak dziurawiec czteroboczny, jarzmianka większa, biedrzeniec wielki, goryczka trojeściowa, przywrotnik ostroklapowy, świerząbek orzęsiony. Najwyższe polany porastają natomiast bujne pienińskie łąki ziołoroślowe. Ich gatunkami wskaźnikowymi są: okrzyn szerokolistny, ciemiężyca zielona, złocień podbaldachowy. Występują w nich zarówno gatunki ciepłolubne, jak i leśne. W Pieninach natknąć się można także na rzadką młakę górską, która powstaje w miejscach z sączącą się wodą bogatą w węglan wapnia. Do charakterystycznych gatunków należą: kozłek całolistny, turzyca Davalla, turzyca żółta oraz wełnianka szerokolistna.

## Ochrona przyrody
Idea ochrony przyrody Pienin pojawiła się już w czasach starostwa czorsztyńskiego. W dokumencie z 1626 roku, dotyczącym Krościenka, znajduje się zapis: „(...) las, który zowią Pieniny, jest w gruncie miejskim jako potok pieniński idzie, zostawić go w pokoju dla zamnożenia zwierza na potrzebę zamkową, które to Pieniny wyżej pomienione mają bydz spokojne od tych mieszczan od pasenia leśnego dobytku, które mu rąbią, także od wszelakich strzelców jakimkolwiek stawianiem na zwierz, także i od wszelakiego postronnego i pogranicznego człowieka (...)”. Na początek XIX wieku datują się badania przyrodnicze w regionie – w 1829 roku Franciszek Herbich zbierał rośliny, w 1851 roku o ptakach pisał Kazimierz Wodzicki, a w 1870 roku Maksymilian Nowicki opisywał motyle.
Pieniński Park Narodowy
Pomysł utworzenia parku narodowego w Pieninach podsunął jako pierwszy w 1921 roku prof. Władysław Szafer. W latach 1921–1922 jego projekt opracowano na podstawie prac prof. Stanisława Kulczyńskiego. Pierwszy prywatny rezerwat, obejmujący czorsztyńską Górę Zamkową z okolicznymi skałami, utworzył w tym samym 1921 roku Stanisław Drohojowski. Prace przygotowawcze do utworzenia parku trwały od 1923 roku Z rąk prywatnych państwo wykupiło część obszaru leśnego i skalnego na terenie Pienin Czorsztynskich, Masywu Trzech Koron i Pieninek. 31 sierpnia 1930 roku uroczyście (choć nieformalnie) w Szczawnicy ogłoszono Pieniny parkiem narodowym, a oficjalnie „jednostka organizacyjna szczególna pod nazwą Park Narodowy w Pieninach” została utworzona w maju 1932 roku Pierwotnie obejmował 756 ha. Obecnie (stan na 2019 rok) obejmuje 2346 ha, otulina – 2682 ha. Siedziba parku znajduje się w Krościenku nad Dunajcem.
Pieninský národný park
Otwarcie w Pieninach Słowackiego Rezerwatu Natury (słow. Slovenská prírodná rezervácia), początkowo obejmującego 423 ha, miało miejsce 17 lipca 1932 roku w Czerwonym Klasztorze. Po wojnie przestał on oficjalnie istnieć, w 1958 roku został ponownie powołany z obszarem 362 ha i oddany pod opiekę TANAP-u. W 1963 roku utworzono wokół niego otulinę zajmującą obszar 1200 ha. Pieniński Park Narodowy (słow. Pieninský národný park, PIENAP) utworzono po słowackiej stronie 16 stycznia 1967 roku. Zajmował początkowo 2153 ha, z otuliną o powierzchni 51 955 ha. Jeszcze przez 29 lat PIENAP stanowił część TANAP-u, finansowe rozdzielenie parków miało miejsce 1 stycznia 1996 roku.
Od 1 marca 1997 roku powierzchnia parku wynosi (stan na 2019 rok) 3750 ha, z otuliną zmniejszoną do 22 444 ha. Dyrekcja parku ma siedzibę w Starej Wsi Spiskiej.
Lista informacyjna UNESCO
20 marca 2006 roku Przełom Pieniński (ang. The Dunajec River Gorge in the Pieniny Mountains) został przez Pieniński Park Narodowy zgłoszony do listy informacyjnej UNESCO (ang. Tentative List). Wpis na listę informacyjną poprzedza starania o wpis na listę światowego dziedzictwa.
Obszary Natura 2000
Obszary Natura 2000 zlokalizowane na terenie Pienin:
- obszar siedliskowy „Pieniny” (PLH120013),
- obszar ptasi „Pieniny” (PLB120008),
- obszar siedliskowy „Podkowce w Szczawnicy” (PLH120037),
- obszar siedliskowy „Małe Pieniny” (PLH120025),
- obszar siedliskowy „Niedzica” (PLH120045),
- obszar siedliskowy „Środkowy Dunajec z dopływami” (PLH120088).

Rezerwaty przyrody
Na terenie mezoregionu Pieniny znajdują się rezerwaty przyrody:
- Przełom Białki pod Krempachami (Pieniny Spiskie),
- Wąwóz Homole (Małe Pieniny),
- Wysokie Skałki (Małe Pieniny),
- Zaskalskie-Bodnarówka (Małe Pieniny),
- Biała Woda (Małe Pieniny).

## Historia
Pierwsze ślady pobytu człowieka w Pieninach pochodzą z jaskini w Obłazowej, najstarsze artefakty kultury mikockiej pochodzą sprzed 60 000 lat. Jeszcze w środkowym paleolicie w Przełomie Białki koczowali neandertalczycy. Z górnego paleolitu (ok. 35 000 lat p.n.e.) pochodzą znaleziska z Jaskini Aksamitka. Podczas ocieplenia okresu Allerød (ok. 10 000 lat p.n.e.) przybyła tu ludność kultury magdaleńskiej, która ustąpiła ok. 7000–6000 p.n.e. Pozostawiła ona po sobie m.in. narzędzia z radiolarytu i rogowca pienińskiego, które znajdowano w Sromowcach Wyżnych-Kątach oraz w dolinie Łapszanki.
W latach 4500–4000 p.n.e. gospodarowała tu ludność kultury ceramiki wstęgowej rytej. Z biegiem Dunajca szedł szlak, którym do dzisiejszej zachodniej Słowacji sprowadzano krzemień jurajski (okolice Sąspowa k. Krakowa) i czekoladowy (Tomaszów k. Radomia). Do komunikacji wodnej służyły prawdopodobnie Dunajec i Poprad.
Nieliczne znaleziska pozostawiły po sobie ludy epoki brązu. W II-I tysiącleciach p.n.e. ludzie nie osadzali się w Pieninach, region pokrył gęsty las. Wpływ na to miały położenie na peryferiach oraz brak kruszców. Dawne szlaki utraciły na znaczeniu. Ponowne przybycie ludzi od północy miało miejsce dopiero w II–I wieku p.n.e. W VIII wieku w Kotlinie Sądeckiej i na Spiszu powstały osady Słowian, a góry utworzyły granicę międzyplemienną.
W okresie tworzenia się pierwszego państwa polskiego pasmo Pienin łączyło kraj ze Spiszem. Południową część tego regionu Polacy utracili na rzecz Węgier w 1108 roku. W 1257 roku Pieniny, Sądecczyznę i pozostałą część Spiszu książę Bolesław Wstydliwy darował swojej żonie, księżnej krakowskiej Kindze. Około 1300 roku granica polsko-węgierska ostatecznie przesunęła się z grzbietu Magury do linii Białki i Dunajca.
Według tzw. schematyzmu diecezji spiskiej, już w 1200 roku miała powstać parafia w Spiskiej Starej Wsi (obecnie po słowackiej stronie Pienin), w 1274 roku – parafia Łapsze Niżne, 1278 roku – parafie Krempachy, Niedzica, Nowa Biała i Lechnica. W XIII stuleciu powstały Dębno, Grywałd i zapewne Przekop, lokowany w 1323 roku, dzisiejsze Sromowce. W XIII wieku powstał także zamek Pieniny, z którym wiązane jest powstanie Sromowiec i Krościenka. To właśnie te dwie miejscowości Kazimierz Dobrowolski uważa za najstarsze w małopolskiej części Pienin. Pierwsza metryka pisana Krościenka pochodzi z 1348 roku, a Sromowiec, dawnego Przekopu – z 1323 roku W 1319 roku został ufundowany kartuski Czerwony Klasztor, a w drugiej połowie XIII wieku rozbudowano zamek Czorsztyn.

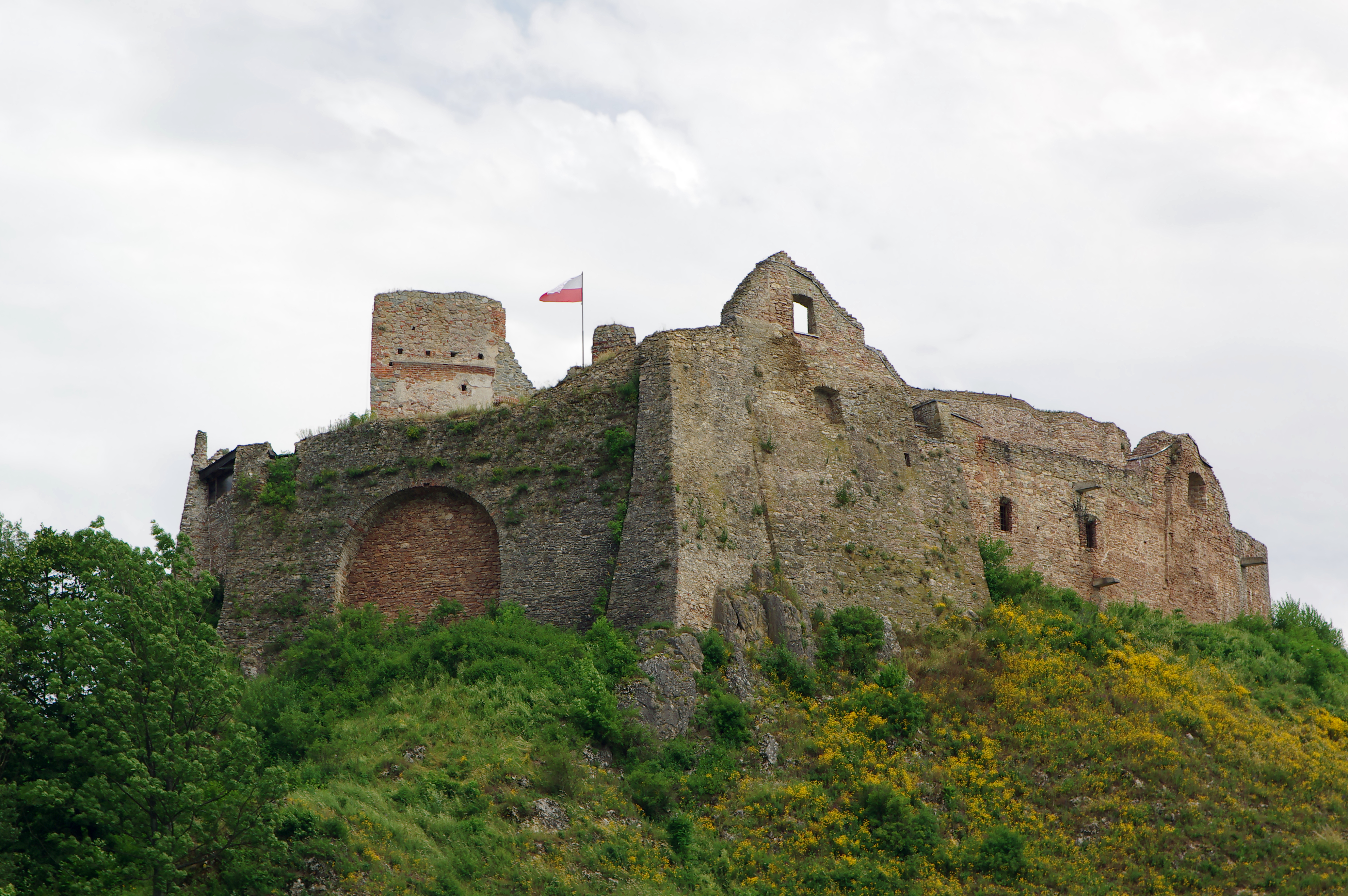
Ruiny zamku Czorsztyn

Większość polskiego obszaru Pienin z początkiem XV wieku stał się częścią klucza dóbr starostwa niegrodowego czorsztyńskiego. W 1413 roku obejmowało ono miejscowości: Krościenko, Sromowce Wyżne i Niżne, Maniowy, Grywałd, Hałuszową, Tylmanową,
Ochotnicę Wielką i Małą, Szczawnicę (po raz pierwszy wzmiankowana) oraz Kłoczowice (Kluszkowce). Od XV–XVI wieku w źródłach występują już wsie rusińskie: Jaworki i Szlachtowa.
Szlak handlowy biegnący przez Pieniny znów zyskał na znaczeniu. Stanowił alternatywę dla szlaku łączącego dwie europejskie stolice: Kraków i Budę. Główna trasa biegła doliną Dunajca, Popradu i Hornadu, przez Miszkolc, Koszyce, Kieżmark, Lubowlę, Stary Sącz, Czchów i Bochnię. Wariant pieniński natomiast zakładał odbicie z Kieżmarku na Starą Wieś Spiską, przeprawienie się przez Dunajec w Przekopie (dzisiejsze Sromowce Wyżne), objechanie pasma od zachodu (przez Czorsztyn do Krościenka) i zwrócenie się na Stary Sącz.

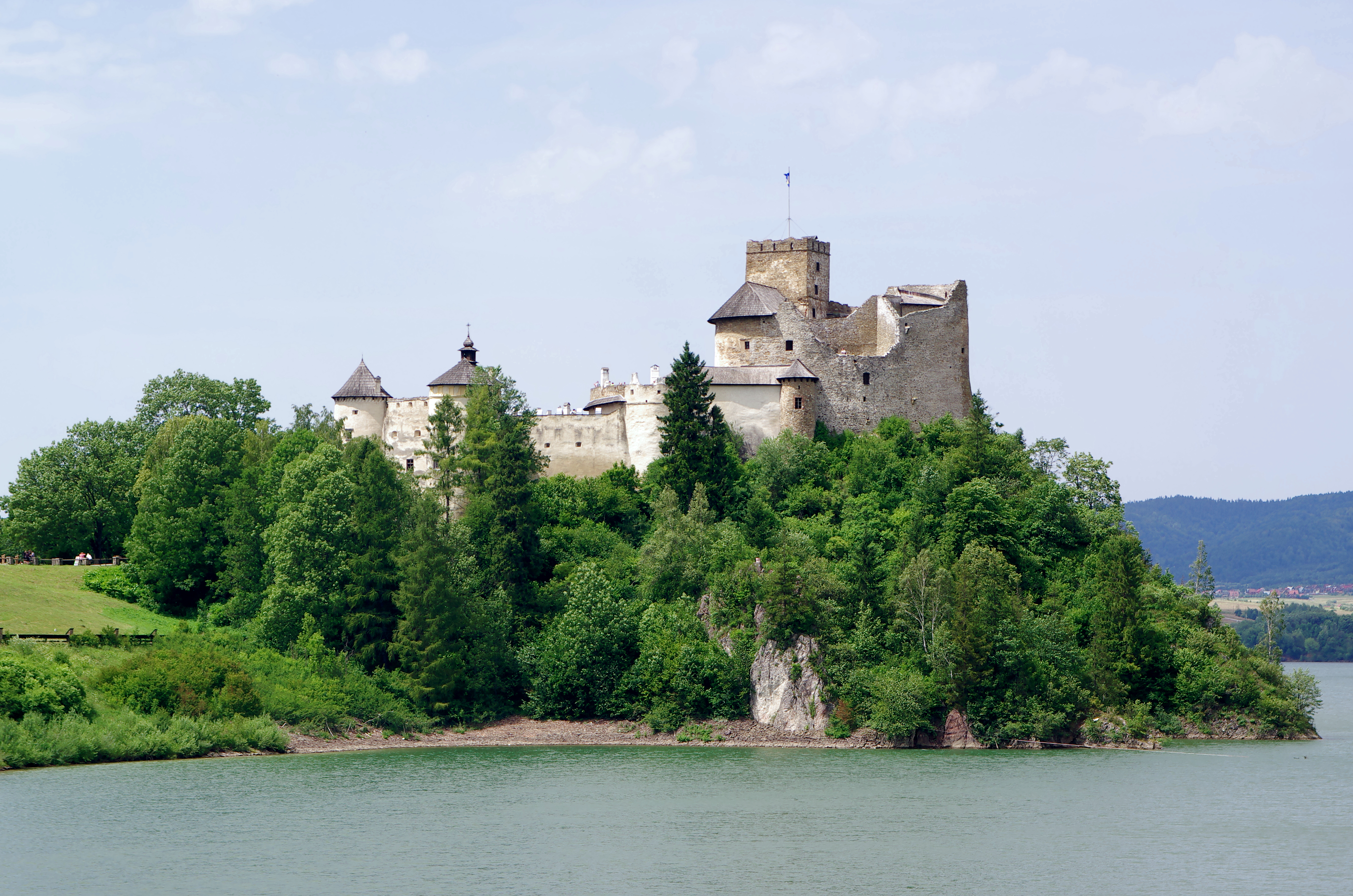
Zamek Dunajec (spiska część Pienin)

Część północna Pienin znajdowała się w granicach Polski, podczas gdy południowe wzniesienia i całość Pienin Spiskich wchodziła w skład Węgier. W 1412 roku za pożyczkę w wysokości 37 000 kop groszy praskich w polskie władanie trafiły Lubowla (Słowacja), Podoliniec, Gniazda oraz 13 miast spiskich. Pod panowanie Jagiełły trafiły podpienińskie wsie: Maciaszowce, Litmanowa, Jarzębina i Kamionka. Transakcja ta przeszła do historii jako zastaw spiski.
Należące do króla starostwo czorsztyńskie, wraz ze znaczną częścią polskiej części Pienin, stanowiło od XV wieku przedmiot ciągłego zastawu. Ruś Szlachtowska (gdzie na przełomie XIV i XV wieku napłynęły plemiona wołosko-ruskie) stanowiła z kolei część klucza dóbr Nawojowa, będącego w rękach prywatnych. Słowackie Pieniny były natomiast podzielone między węgierskich magnatów, osiadłych m.in. na zamku Dunajec lub Lubowla, a Czerwony Klasztor.
Założenie na prawie wołoskim wsi na terenie Rusi Szlachtowskiej (Szlachtowa, Jaworki, Biała Woda, Czarna Woda) i ciągłe wypasy doprowadziły do wylesienia Małych Pienin, co na trwałe zmieniło ich krajobraz. W górzystym regionie Pienin szerzyło się rozbójnictwo.
W XV wieku region był jednym z ośrodków ruchu husyckiego. Około 1600 roku powstały Hałuszowa i Tylka, a w XVIII wieku – Szwaby i Golembark. W 1660 roku założono parafię w Łapszach Wyżnych, w 1796 roku powstała parafia w Trybszu. W 1770 roku obszar polskich Pienin zajęła i okupowała Austria, wyprzedzając rozbiory Polski. W 1772 roku teren Pienin został włączony do Królestwa Galicji i Lodomerii. Po śmierci ostatniego starosty nowotarskiego, władze przejęły dawne starostwo czorsztyńskie i rozsprzedały jego ziemie. Dobra uległy wówczas podziałowi na trzy części, „dominia”: krościeńskie, szczawnickie i czorsztyńskie. Na Zamagurzu miała miejsce akcja wynarodawiająca – językiem urzędowym stał się węgierski, a kościelnym – słowacki, mimo że ludność mówiła w dużej części po polsku.
W 1920 roku Rada Ambasadorów przyznała Pieniny Spiskie Polsce. Rząd niepodległej Polski nie upomniał się o zwrot zastawionej przez Węgry części Spiszu. W listopadzie 1938 roku Polska wymusiła na Czechosłowacji oddanie prawego brzegu Dunajca z Drogą Pienińską, Leśnicą i Czerwonym Klasztorem.
W 1939 roku, po podziale Polski pomiędzy III Rzeszę i ZSRR, północna część Pienin znalazła się w granicach Generalnego Gubernatorstwa, a Zamagurze i Pieniny Spiskie zostały włączone do Republiki Słowackiej. W czasie II wojny światowej na terenie Pienin prowadzona była działalność konspiracyjna (głównie 1 Pułk Strzelców Podhalańskich AK). Biegły tędy trasy kurierskie i szlaki przerzutu ludzi z Polski na Węgry. Większe placówki niemieckich okupantów znajdowały się w Krościenku i Szczawnicy. Niemcy i współpracujące z nimi władze słowackie przeprowadzili eksterminację miejscowych Żydów – przed wojną po obu stronach Pienin żyło ich około 1000.
W styczniu 1945 roku Pieniny opanowała Armia Radziecka (4 Front Ukraiński). Po wojnie Pieniny Spiskie ponownie znalazły się w granicach Polski, lecz Leśnica i Czerwony Klasztor przypadły Czechosłowacji. W 1947 roku komunistyczne władze polskie w ramach akcji „Wisła” wysiedliły Łemków zamieszkujących Ruś Szlachtowską, a wsie w dolinie Grajcarka opustoszały. Słowaccy Rusini nie podzielili ich losu i dalej zamieszkują podpienińskie miejscowości. Szlachtowa i Jaworki zostały wtórnie zasiedlone przez ludność polską z Podhala.

## Kultura ludowa

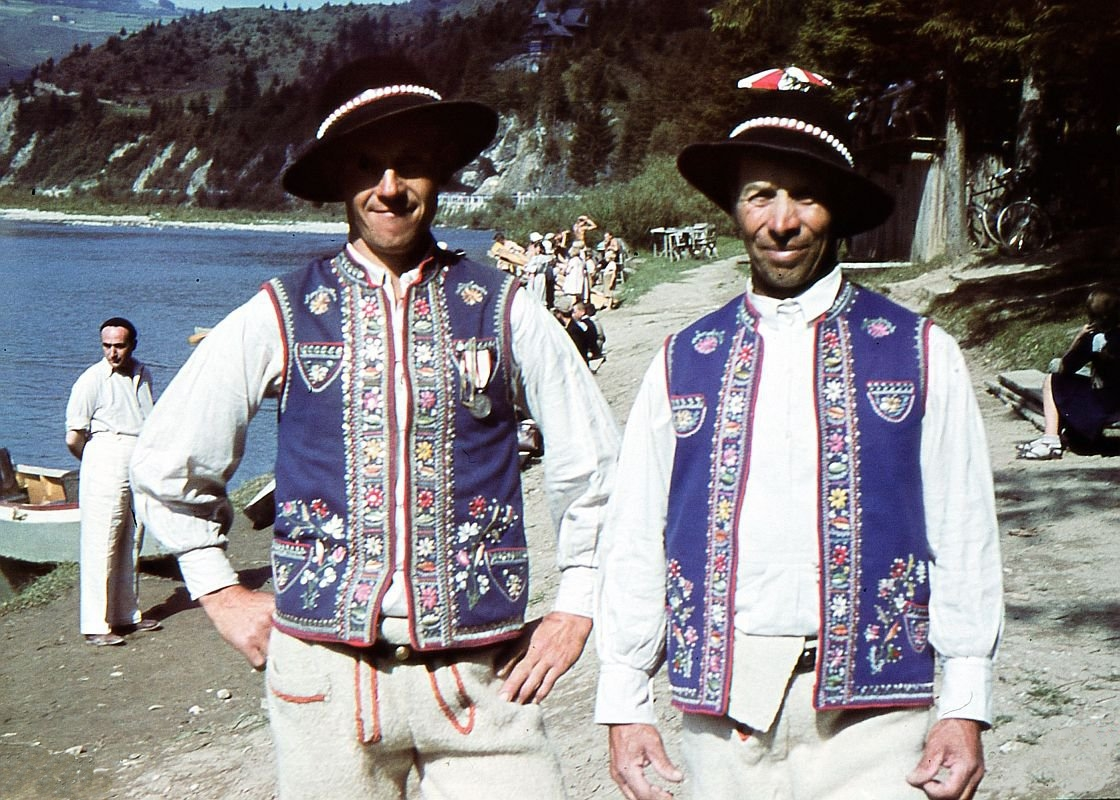
Górale szczawniccy w 1939 r.

Folklor Pienin był kształtowany przez położenie pasma na pograniczu trzech różnych regionów geograficznych i na skrzyżowaniu szlaków migracyjnych. Jest połączeniem fal kultury polskiej, niemieckiej, słowackiej i tzw. wołosko-ruskiej. Później nastąpiły przymieszki kultury żydowskiej, romskiej i węgierskiej. Pieniny Właściwe zamieszkują górale pienińscy, Pieniny Spiskie – górale spiscy, a wschodnią część Małych Pienin – Rusini (tzw. Ruś Szlachtowska).
Do cech wspólnych pienińskich grup etnograficznych należy drewniane budownictwo z podziałem na izby czarną i białą. W stroju występuje charakterystyczny okrągły kapelusz, portki z sukna oraz cyfrowane błękitne kamizelki. Ubiór ten zanika, jest noszony przez mieszkańców głównie przy okazji uroczystości, świąt lub imprez folklorystycznych. Noszą go także flisacy.
Górale pienińscy podlegali wpływom sądeckim. Charakterystyczne są bogato cyfrowane kamizelki i czerwono zdobione portki w strojach oraz gwara, w której często następuje przekształcanie samogłosek nosowych (Jandruś z Krościanka). Górale spiscy, zamieszkujący historyczny Spisz, mówią gwarą z licznymi słowacyzmami, w której występuje wybitnie inicjalny akcent. Częścią spiskiego stroju kobiecego są kabatki (gorset) oraz fartuchy (spódnice), męskiego – lejbiki.
Rusnacy pienińscy (Rusini Szlachtowscy) są grupą zupełnie od górali odrębną, zbliżoną do Łemków, lecz różniącą się od nich w wielu szczegółach. Mieszkają nadal po słowackiej stronie Pienin, centrum ich kultury stanowi Kamionka. W stroju kobiecym obecne są kretonowe czepce, mężczyźni nosili kożuchy i zdobione kurtki.

## Gospodarka i transport

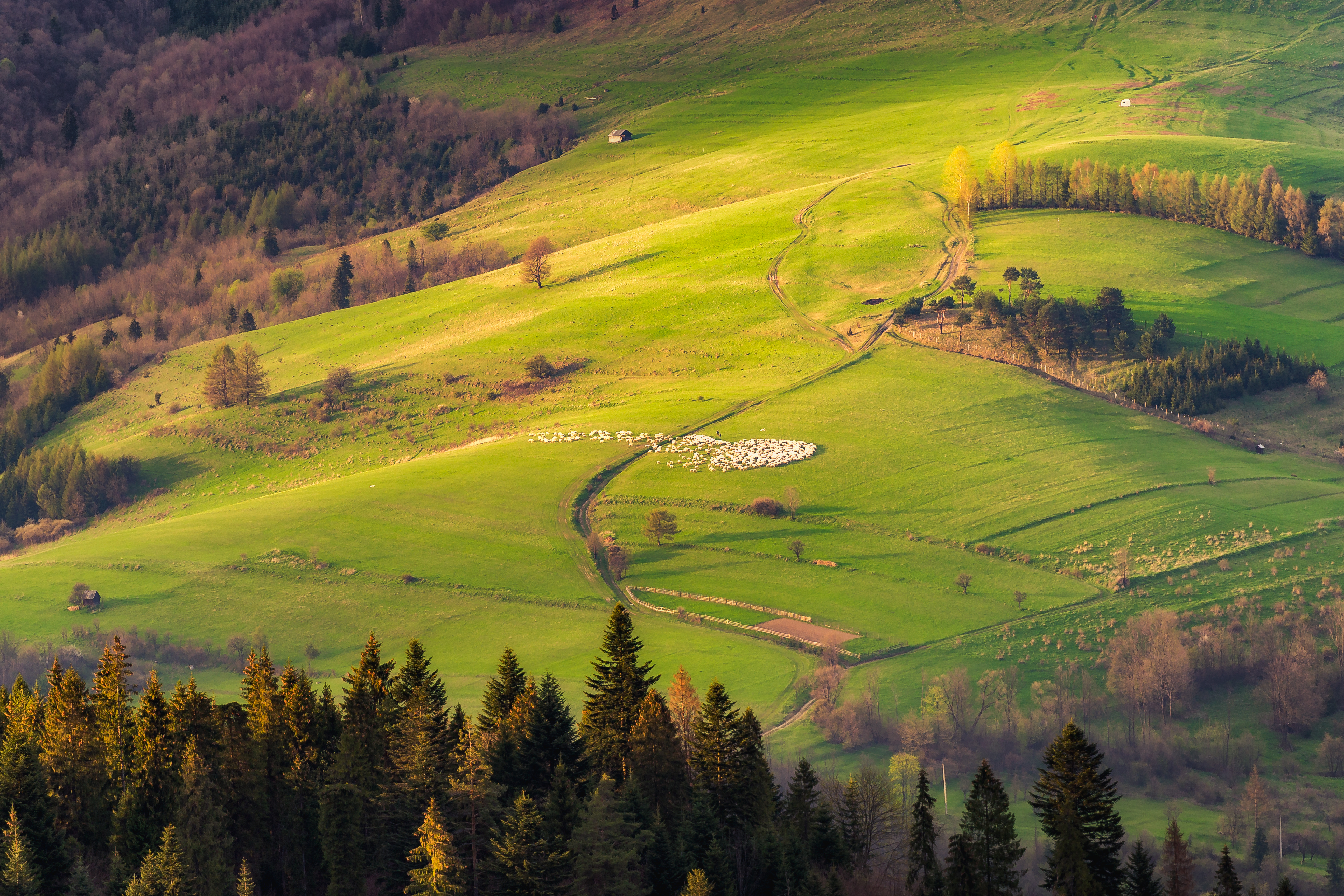
Wypas owiec w Szlachtowej

Mieszkańcy podpienińskich miejscowości historycznie utrzymywali się głównie z rolnictwa i hodowli i eksploatacji lasów. Pewne znaczenie miało także tkactwo (prowadzone na niewielką skalę, w przydomowych warsztatach). Część mieszkańców trudniła się flisactwem lub wypasem owiec.
Region w okresie międzywojennym próbowano uprzemysłowić (kamieniołomy w Kluszkowcach i Malinowie). Po 1959 roku ośrodkiem przemysłu stała się Stara Wieś Spiska. Obecnie działalność rolnicza na terenie Pienin uległa ograniczeniu. Gleby są generalnie słabe do uprawy, wiele dawnych gruntów ornych nie jest już użytkowanych i uległy procesowi samozalesiania. W strukturze zatrudnienia dominują handel i obsługa ruchu wypoczynkowego. Wiele osób wynajmuje pokoje gościnne we własnych domach lub prowadzi pensjonaty. Spływy flisaków stały się atrakcją turystyczną. Letnie wypasy owiec odbywają się nadal, choć na mniejszą skalę. Atrakcją turystyczną stał się redyk jesienny w Szczawnicy.
Po polskiej stronie główną droga dojazdową do Pienin jest droga wojewódzka nr 969, łącząca Nowy Targ z Nowym Sączem. Po stronie słowackiej w Pieniny prowadzą z Białej Spiskiej droga krajowa nr 542, a z Lubowli – droga krajowa nr 543. Można się tu dostać komunikacją publiczną – kursują tu bezpośrednio autobusy z odległych miejscowości. Autobusy i prywatne busy wożą także turystów po lokalnych trasach.

## Turystyka

### Historia turystyki

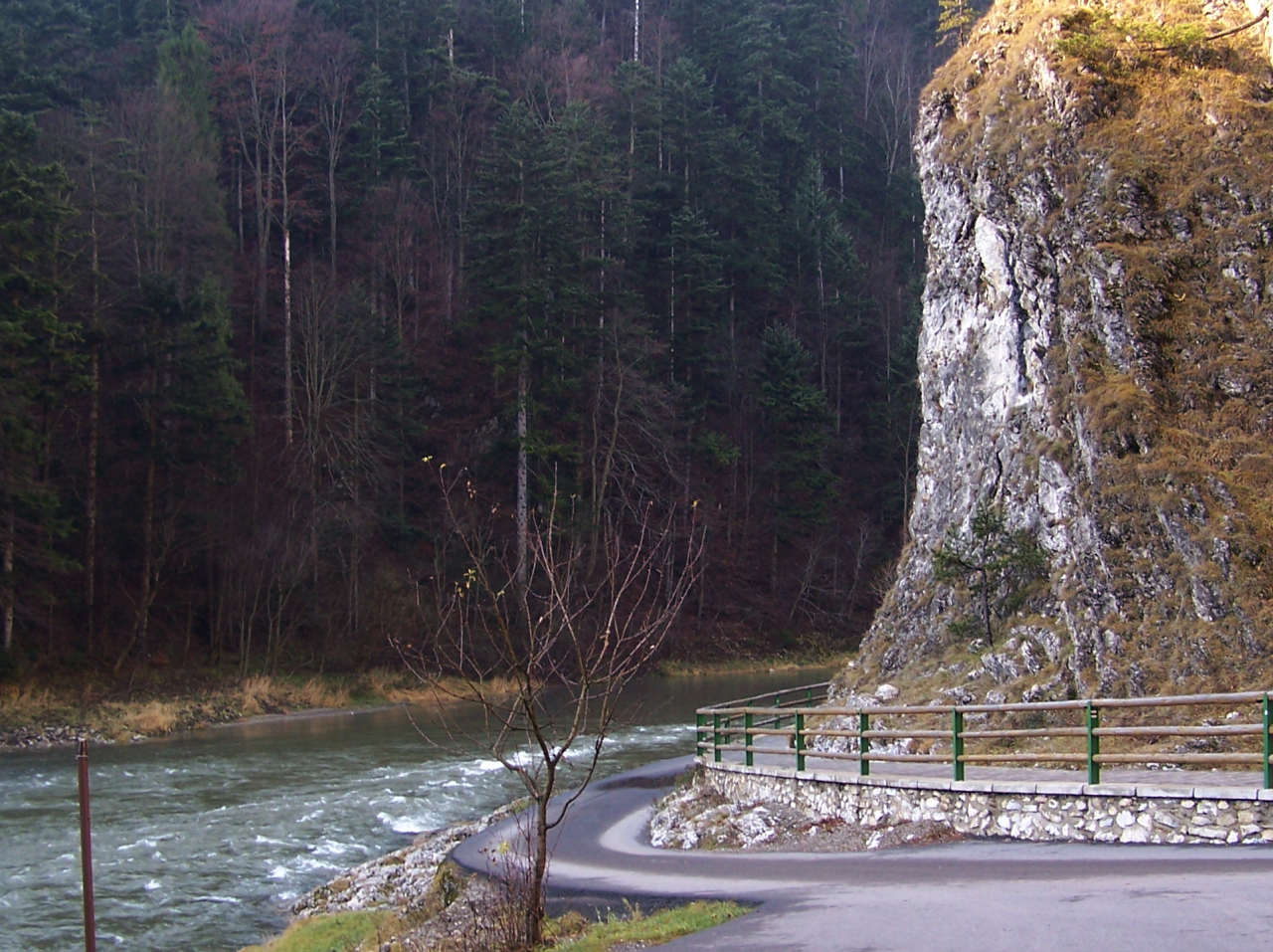
Droga Pienińska

Systematyczna turystyka w Pieninach rozwinęła się wraz z rozwojem Szczawnicy. Już na początku XIX wieku zainteresowanie turystów budziły zamek Czorsztyn i Czerwony Klasztor, znano także drogi dojścia na Trzy Korony od południa i od północy. Region zwiedzali romantyczni poeci i pisarze, a ok. 1840 roku było już o nim głośno w literaturze wycieczkowej. Mniej więcej wtedy zaczęły się odbywać spływy Dunajcem. Piesze wycieczki odbywały się głównie na Trzy Korony i do zamku Pieniny, a także jaskini Aksamitka, wąwozu Homole i na Rabsztyn.
W 1883 roku wytyczono tzw. Drogę Pienińską wiodącą przez Przełom Pieniński, gdzie powstała słynna węgierska gospoda Csárda. Od 1880 roku pod Trzema Koronami stało schronisko Drohojowskich, a roczna frekwencja na szczycie wynosiła ok. 200–300 osób. W latach 1885 i 1888 w Szczawnicy ustanowiono Oddział Pieniński Towarzystwa Tatrzańskiego, który faktycznie ukonstytuował się 26 lipca 1893 roku. Wkrótce przeniósł się on do Krościenka. Zaktywizował się dopiero w 1906 roku, kiedy to założył biura usługowe w Szczawnicy i Krościenku, które organizowały spływy. Wyznakowano także kilka szlaków i uruchomiono „schroniska”: im. Mikołaja Zyblikiewicza, im. Wincentego Pola w Sromowcach Niżnych i im. Henryka Sienkiewicza na polanie Przechodki.
Po stronie węgierskiej działała sekcja Magura-Jaworzyna Węgierskiego Towarzystwa Karpackiego (MKE), założona w Śmierdzonce w 1887 roku. Przed jej rozwiązaniem w 1893 roku zdążyła wyznakować szlak prowadzący w Pieniny z Jaskiń Bielskich.
Od ok. 1900 roku starano się o budowę w Pieninach linii kolejowej z Nowego Targu lub Starego Sącza – bezskuteczne. Z Pienińskim Oddziałem PTT (zawieszonym w działalności w latach 1922–1925) zaczęły konkurować inne – w 1925 roku sądecki oddział PTT „Beskid” uruchomił Schronisko „Na Piaskach”. W 1926 roku zmodyfikowano szlak na Sokolej Perci i wytyczono tzw. Skalną Perć.
W 1931 roku Pieniński Oddział PTT otworzył schronisko w Szczawnicy Niżnej, mniej więcej w tym samym czasie powstało Schronisko Śląskie (obecnie „Trzy Korony”). W latach 1934–1935 zawiązało się Stowarzyszenie Flisaków Pienińskich na Rzece Dunajcu. Przełomem spływało ok. 15 000 os. rocznie. Po utworzeniu Czechosłowacji zawiązano Klub Czechosłowackich Turystów. W Pieninach oddział KČST z Przeszowa wydzierżawił Czerwony Klasztor pod utworzenie stacji turystycznej.
Po wojnie, w związku ze wzmożonym zainteresowaniem Pieninami Spiskimi, zyskał na znaczeniu Czorsztyn. W latach 1951–1952 utworzono schronisko w willi „Orlica” w Szczawnicy, a w 1956 roku powstały bazy namiotowe w Krościenku, na Piaskach i w Czorsztynie. Organizacją spływów Dunajcem zajęło się Polskie Stowarzyszenie Flisaków Pienińskich. W 1958 roku wzięło w nich udział 100 000 turystów, a w 1975 – 280 000.
Po zmianach ustrojowych w Polsce rozbudowano drogi dojazdowe i wyznaczono nowe szlaki turystyczne. Wokół Jeziora Czorsztyńskiego powstał region sportów wodnych. W 1991 roku oddano do użytku kolej krzesełkową na Palenicę, dzięki której w Szczawnicy rozwinęło się narciarstwo. W XXI wieku Pieniny są jednym z najpopularniejszych regionów turystycznych Polski.

### Szlaki turystyczne
Piesze
Pasmo Pienin przecinają liczne piesze szlaki turystyczne znakowane przez PTTK i KST:
 przełęcz Snozka – Czorsztyn – Majerz – przełęcz Trzy Kopce – przełęcz Snozka – Trzy Korony – Zamkowa Góra – Czerteż – Czertezik – Sokolica – przeprawa przez Dunajec – Schronisko PTTK „Orlica” – Szafranówka – Durbaszka – Wysokie Skałki – przełęcz Rozdziela (niebieski szlak turystyczny Tarnów – Wielki Rogacz)
 przełęcz Trzy Kopce – Kąty – Sromowce Wyżne – Niedzica-Zamek – Tabor – Przesła – Żar – Jurgowskie Stajnie – Dursztyn – Grandeus – Łapsze Wyżne
 Szczawnica – Przełom Pieniński – Czerwony Klasztor (Słowacja) – przełęcz pod Płaśnią – przełęcz pod Tokarnią – Wielki Lipnik
 Krościenko nad Dunajcem – Przełęcz Szopka – Sromowce Niżne
 Jaworki – wąwóz Homole – Wysokie Skałki – Stráňanské sedlo
 Krościenko nad Dunajcem – Toporzysko – Burzana – Czertezik – przełęcz Sosnów – Krościenko nad Dunajcem
 Szlachtowa – Wysoki Wierch – granica państwa – przełęcz pod Tokarnią
 Szczawnica – Palenica – Szafranówka – Leśnica
 Czerwony Klasztor – przełęcz pod Klasztorną Górą – Limierz – Leśnica
 Krempachy – Czerwona Skała – Dursztyn
 Frydman – Polana Wapienne
 Haligowce – przełęcz pod Płaśnią – Leśnica
Rowerowe
Przez Jaworki (województwo małopolskie), Szlachtową, Szczawnicę, Leśnicę, Czerwony Klasztor (Słowacja) i Wielki Lipnik biegnie trasa rowerowa AquaVelo, która łączy przygraniczne uzdrowiska Polski i Słowacji (m.in. Piwniczna-Zdrój, Muszyna, Krynica-Zdrój, Bardejów, Stara Lubowla). Wzdłuż rzeki Dunajec prowadzi natomiast trasa VeloDunajec, część sieci tras rowerowych VeloMałopolska, która rozpoczyna się w Zakopanem, a kończy w Wietrzychowicach.
Oprócz tego przez pasmo przebiegają szlaki znakowane przez PTTK:
 Wokół Jeziora Czorsztyńskiego
 Pętla Przehyba – Durbaszka
 Pętla czerwona Szczawnica – Szlachtowa – Jaworki – Obidza – Jaworki – Szlachtowa – Szczawnica

### Odznaki turystyczne
Pieniński Oddział PTTK w Szczawnicy w celu promocji rejonu Pienin ustanowił odznaki turystyczne: „Małą i Wielką Koronę Pienin” oraz „Diament Pienin”. Na „Małą Koronę” należy potwierdzić zdobycie szczytów: Okrąglicy, Sokolicy i Wysokiej, a na „Wielką Koronę” należy dodatkowo potwierdzić zdobycie Wysokiego Wierchu i Żaru. „Diament Pienin” zakłada przejście w ciągu jednego dnia pasma Pienin Małych, Pienin Właściwych i Pienin Spiskich kierując się od wschodu na zachód (ok. 50,5 km długości, suma przewyższeń 2052 m).
Własne odznaki ustanowił także Klub Zdobywców Korony Europy. III-stopniowa „Korona Pienin” I zakłada zdobywanie szczytów z wykazu liczącego 24 góry. Na również III-stopniową „Koronę Pienin” II należy przejść trasy z regulaminowego wykazu.